# 靖国神社
靖国神社（日语：〔〕／ Yasukuni Jinja）是位于日本东京都千代田区九段坂的神社，本來是由明治天皇建立的一系列招魂社之一。因為供奉自明治維新时代以來為日本战死的軍人及軍屬，共246万6千余柱，其中大多數是日俄戰爭、第二次日中戰爭以及在太平洋戰爭中陣亡的日本军官兵（213万3915柱），這在不同視角下導致存在諸多爭議。
自明治天皇開始，直到昭和天皇为止，靖國神社成為日本天皇除伊勢神宮外，少数会鞠躬的对象。靖國神社在第二次世界大戰結束前一直由日本軍方專門管理，而且宗教與政治掛勾，故被視為日本國家神道的象徵。在二戰後被盟軍視為崇拜軍國主義思想得以散播的根源之一，故遵循日本戰後憲法中政教分離原則，要求戰後日本將神道教去政治化並列為一般宗教，遂改組為民營宗教法人，但交予私立團體管理，反而造成更加不滿的裁量，比如西鄉隆盛等人廟方沒有給予祭祀，還有未經家屬同意就將其他有關死者列入（包括以和名收錄台湾籍日本兵及朝鮮籍日本兵）等等問題行為。1978年間，因為第二次世界大戰中的14名日本甲級戰犯被入祠靖國神社而引起較大的爭議，間接導致此後天皇便未參拜此神社。
目前，靖國神社指定的名册中包含1,068名被盟軍法庭定罪的战犯，因此之後官員自己參拜也都會遭到中國、北韓和南韓以及東南亞諸国的抗議。即使是日本國內，對於參拜涉及政治中立違憲，是否可以公職參拜甚至當代靖國神社的性質和功能等等，也是有很多異音跟不同思考，而美國的態度則是不鼓勵此類行為。

## 歷史

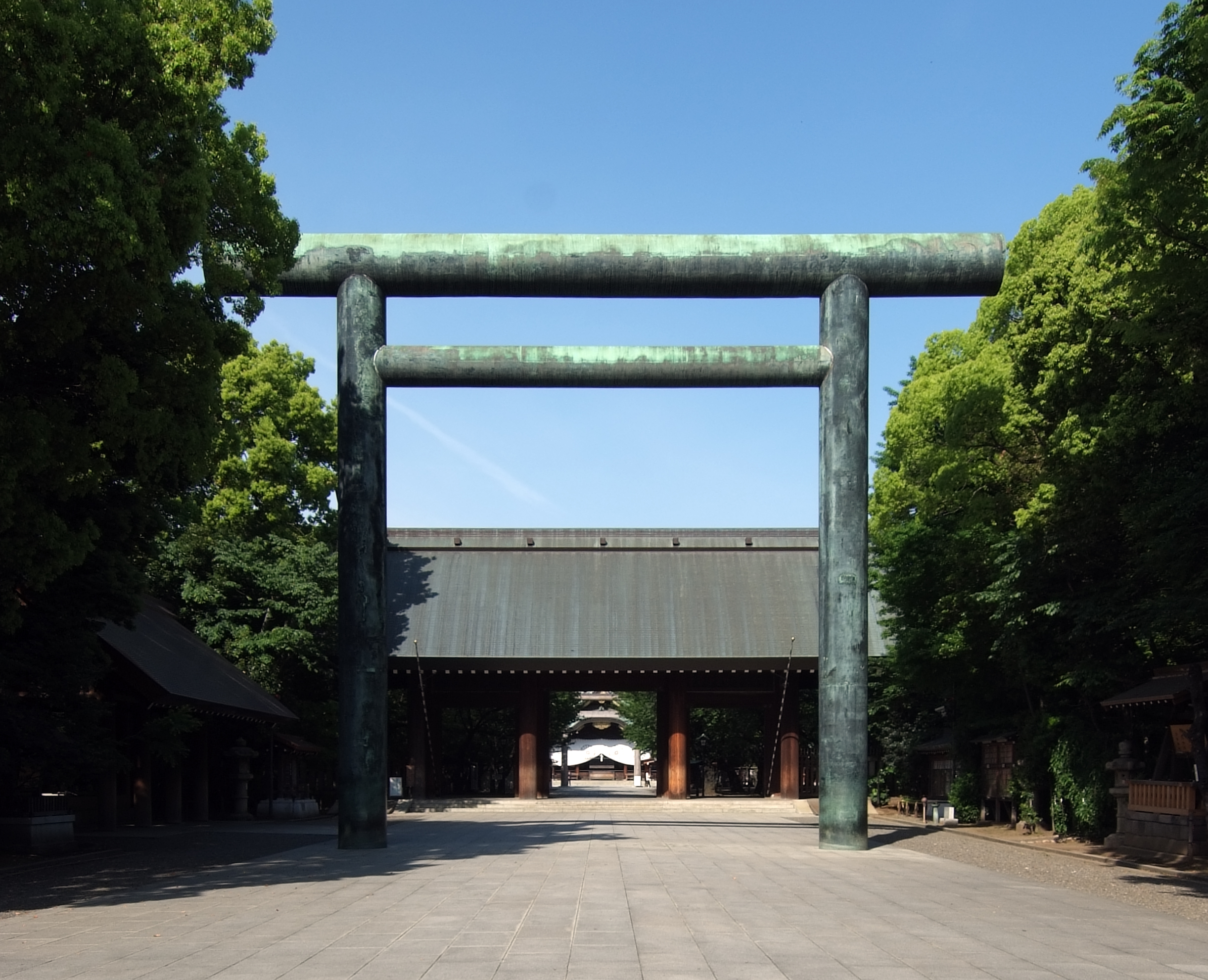
青銅大鳥居

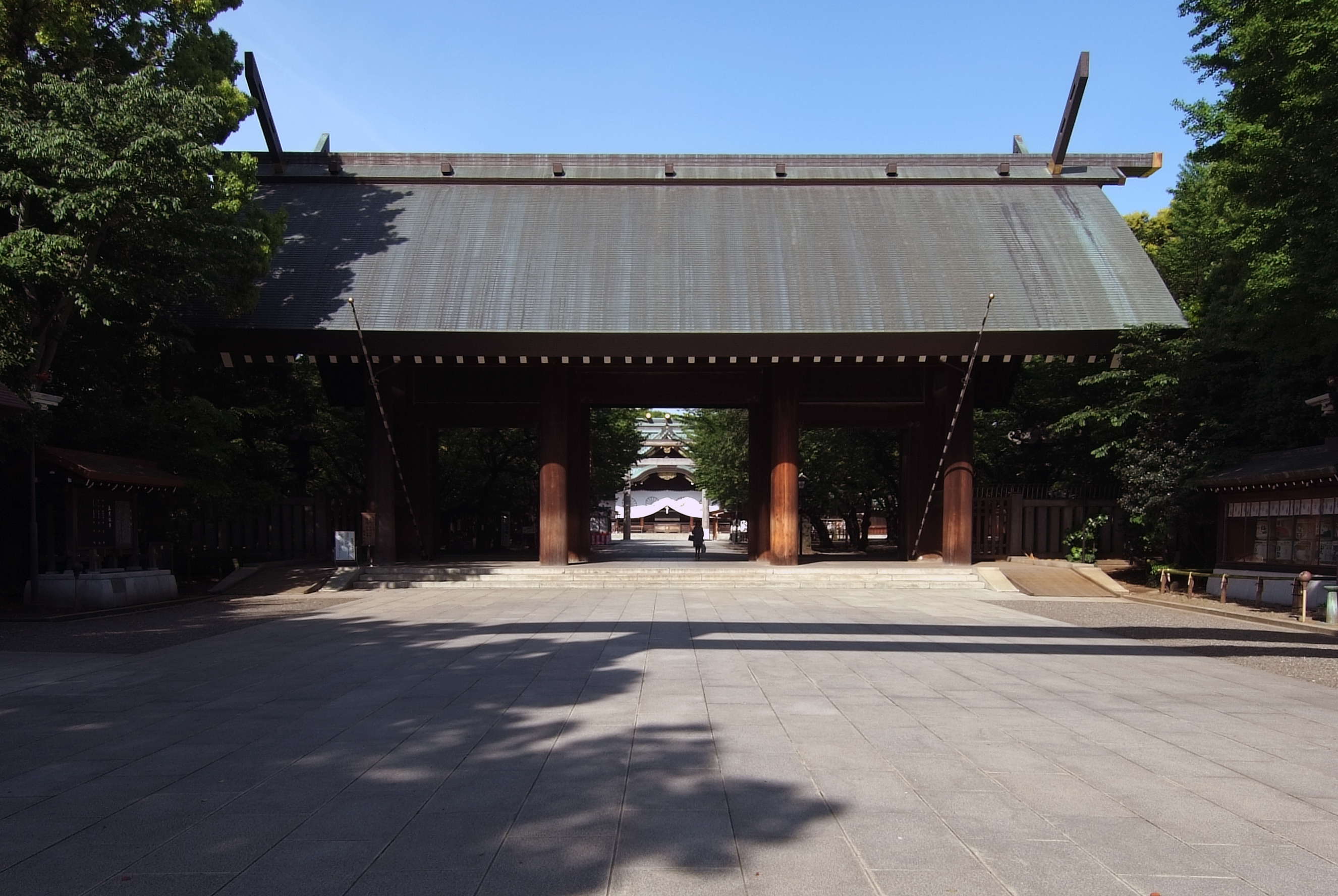
神門

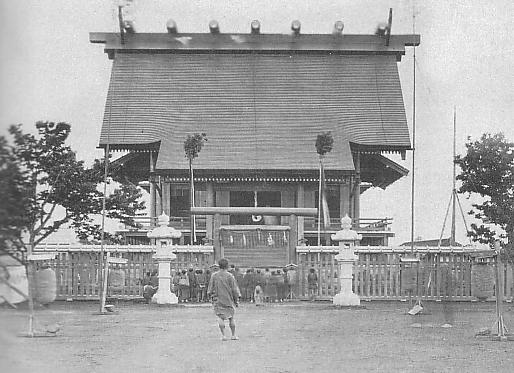
東京招魂社

### 成立背景
靖国神社的前身是建于1869年8月6日（明治2年6月29日）的東京招魂社，最初是為了紀念在明治維新時期的日本內戰戊辰戰爭中為恢復明治天皇權力而牺牲的3500多名反幕武士。1874年（明治7年1月27日），明治天皇初次參拜東京招魂社，吟唱了（为我国战斗和牺牲人们，你们的名字将在武藏野的这座神社中永存）的詩歌。1879年（明治12年），他將招魂社改名為靖國神社。靖源自漢字，本意謂立容安靜，引申為安定。

然而此後，靖國神社在明治維新後開始供奉在包括甲午戰爭（1894年－1895年）、日俄戰爭（1904年－1905年）、日韓合併、第一次世界大戰和第二次世界大戰等較具爭議戰爭中為日本戰死的軍人及軍屬。當時日本全国的神社均由内务省管理，唯独靖国神社由內務省與軍方共同管理。

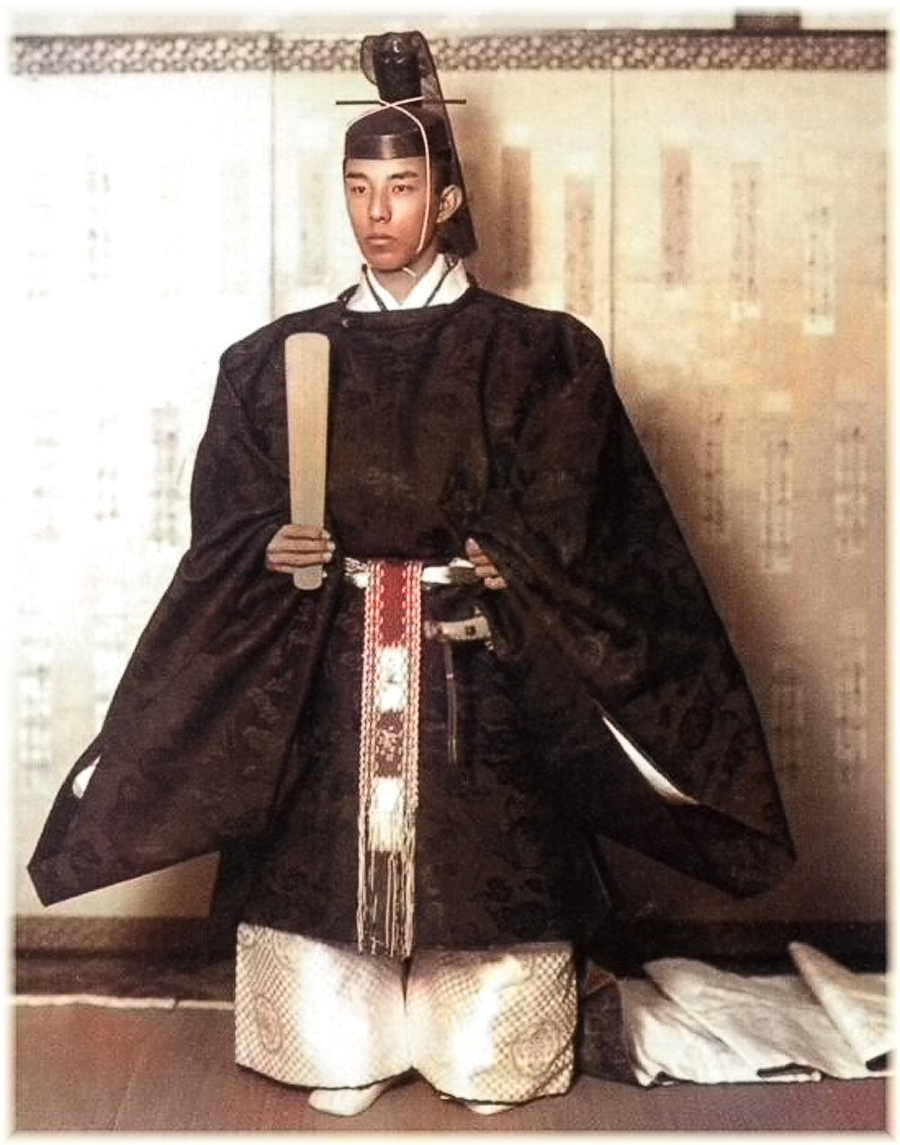
第4代宮司筑波藤麿，1946至1978年間在任

### 戰後變化
日本在1945年二戰戰敗投降後，盟軍占領當局（GHQ）曾准备废除軍国象徵的靖国神社，为此靖国神社举行了“临时大招魂祭”，因為此時二戰戰犯部分名冊還未列入，趁此把许多未死的人也一同祭祀，隨後該神社根據日本的戰後憲法第20條規定政教分離，國家不可以介入任何宗教事務，因此靖國神社突然變成了一個非政府的宗教機構，改組为宗教法人後得以幸存。
1955年以后，希望洗刷军国主义的象征污名的日本保守派，试图通过将靖国神社变成国家管理的特殊法人，使靖国神社成为可以正式以官方姿態悼念英灵的场所。为此推出了《靖国神社国家护持法案》，要求将靖国神社改为“特殊法人”，试图再将之国营化，但執政的自民党5次沒有支持《靖国神社法案》，1974年最後一次提案機會時，由于日本社会的反對没有成功。
1966年，日本厚生省将含有遠東國際軍事法庭判決的甲级战犯的歷年陣亡者統計名录完成後，交给靖国神社宮司（即廟祝）筑波藤磨，但筑波對此比較謹慎，只先把一般兵員的放了上去，並没有通通把他们供奉上去合祭。到1978年10月，靖国神社宫司松平永芳（战败时期的宫内大臣松平庆民长子）徑自把东条英机等14名甲级战犯的名字列入靖国神社合祭。照慣例，二战后，日本的昭和天皇每年都要参拜靖国神社。但自从1978年甲级战犯被列入神社供奉之後，據侍衛長的回憶顯示，裕仁因為不滿神社供奉二戰甲級戰犯，再也没有正式参拜靖国神社，停止了天皇固定參拜靖国神社的行程。

### 當前運作
當中華人民共和国國務院總理周恩来與日本內閣總理大臣田中角榮談判恢復中日邦交時，基於北京政府需要日本援助、希望與日本建立邦交并要求日本跟中华民国斷交的政治考量，周恩來提出“戰爭責任在於日本軍國主義者身上，而不在日本人民身上，日本人民是戰爭受害者”的戰爭責任二分論，進行政府與人民分離觀點的政治教育，盡量避免安排日本人到抗日名勝古蹟去參觀，擱置爭議重建中日双方的友谊。促成了改革開放後日本對中國大陸進行補償和經濟交流，因此早期在中日蜜月期時，縱然1978年後性質已經變化，但大平正芳等時任日本內閣總理大臣數度以私人身分前往低調參拜時，中国大陸媒體未有大幅报道。
該神社戰後躲避了占領當局監管，並原則上採取避開政治的手法，且雖然名為神社，但因為按日本的傳統角度講，該社以主祭遺族魂魄而不是「神明」的話，是會淡化了日本人前往祭拜時的壓力，同時因為靖國神社是技術性廣泛合祭，即沒有做分祀與設置靈位，只需要名冊，比如列名其中的7名甲級戰犯的靈位和骨灰是實際上另安置於殉國七士廟中。這種做法與中國對已故之人經由審核才能入忠烈祠等的典禮程序上有相當不同，甚至在華人來看宗教上是無效的（中華傳統上需要分靈才能開光為神），但在日本看來死後只歸魂土卻是很正常的，還有中國大陸民众通常會稱靖国神社为“神厕”，并將參拜靖國神社亡者的行為贬称為「拜鬼」，但日本人認知中的「鬼」卻是指強大的超自然、妖異怪力等其他事物，諸如此類文化認知上的差異，某種程度上也加大了中日的衝突，比如中部大学人文学部副教授一谷和郎指出，小泉内閣時期，透過在參拜靖國神社問題互不讓步取得部分選民支持，是兩國社會對靖國神社的不同感覺印象支撐著彼此的政府。
當今，日本國內對於領袖或官員參拜靖國神社亦存在贊成及反對的態度，一般來說，官員只能在非公務時間以私人身份參拜，前往參拜時不得利用公務車或其他行政資源，否則就是違背政教分離的精神，所以每當有日本政客或者社会知名人物趁選舉前參拜靖國神社的時候，常常引發抗議，如此就帶來了公職期間參拜是否違憲、以及對戰爭責任的態度爭论，相比於德國對陣亡將士的系統性管理，或整改成如新崗哨、設置國家公墓等等措施，後來進步派人士提議讓日本政府以官方立場介入處理，正式追悼反省當年事件的建議至今也沒有下文。

## 主祭
根據靖國神社官方文獻記載，靖國神社的主祭神是指定在戊辰戰争、佐賀之乱、西南戰争等日本國內戰爭和甲午战争、八国联军之役、日俄戰争、第一次世界大戰、滿洲事變、第二次日中戰爭、太平洋戰爭等對外戰爭中“為守護國家而犧牲”的246万6千余人的靈魂。除了充滿爭議之指定戰犯，也有19世紀的人物，如靖國神社供奉的人士包含早期維新志士吉田松陰、高杉晉作、坂本龍馬等名人。雖然神社方面稱之為“靖國大神”，但實際上不是神位，是以拜祭靈魂為主，死者的靈魂計算單位為「柱」，作為祭神的死者在姓名後加上「命」字尊稱，如「山本五十六命」。戰後神社內供奉死者近二百五十万之多，故並沒有骨灰或牌位，而只是將死者的姓名和資料記錄在《靈璽簿》（舊稱《祭神簿》）之上。
對於這些身份、功勛、性別不同的，甚至是有罪的人，神社方面聲稱要無差別地作為“為祖国殉難的尊神（靖国大神）”而一律平等地祭祀。神社方面聲稱“靖国神社唯一的目的是慰藉并彰顯為国家獻出生命的人們”，并聲稱“靖国神社祭祀的246万6千余柱神靈，在為了守護祖国的公務而死亡的人們的靈魂這一點上是共通的”，同時他們作為是家庭的守護神而不是政治化的崇拜。根據靖國神社列出的祭祀名單，靖国神社打包祭祀的有日本維新後大小戰爭中陣亡的軍人、參加戰場救護工作時死亡的醫護人員和女学生、于学生動員中在軍需工場死亡的學生、在戰爭中死亡的軍属、文官、民間人士等，也有出身台湾及朝鮮而作為日本兵陣亡的人、被俘在押過程中病死或負傷回國后死亡的軍人等，甚至就還包括在第二次世界大戰結束后作為戰爭罪犯被處決的人，涉及範圍極廣。因此靖國神社內透過此法順便供奉的一部分人屬於戰爭罪犯和出身臺灣、朝鮮的日本軍人，這引發亞洲多國政府的強烈不滿，認為是變著樣子“供奉戰爭罪犯”。

### 陣亡者組成

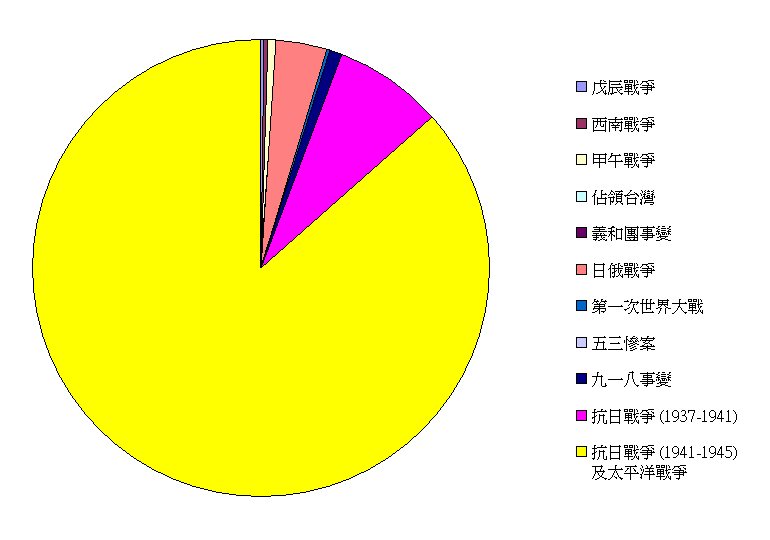
靖國神社供祀的全部陣亡者來源。黃色是抗日战争（1941-1945年部分）及美日之間的太平洋戰爭合計，大約佔85%

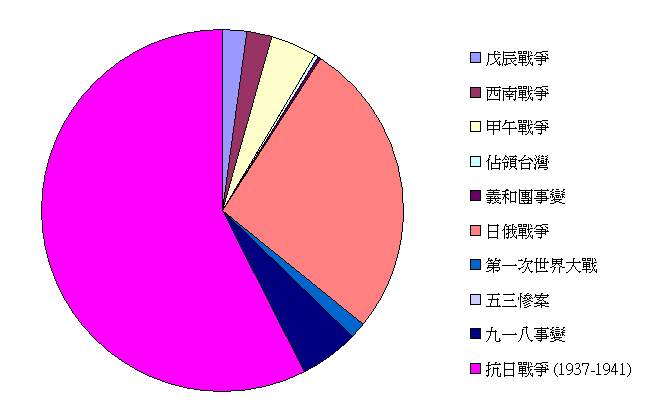
靖國神社供祀的部分陣亡者來源（東南亞太平洋戰爭除外，即1941年前戰死者）。紫紅色是抗日戰爭（1937—1941年部分）、粉紅色區塊為日俄戰爭

截至2006年，靖国神社祭祀着约246万6千余名在戊辰战争以來历次战争中為日本政府（早期是指天皇）戰死的人（含外國人，但不包含江户幕府、西鄉隆盛勢力的戰死者）。
- 合計：2466584

| 战争及事变                 | 柱数        | 来源        |
| -------------------------- | ----------- | ----------- |
| 戊辰战争・明治維新         | 7751柱      |             |
| 西南戰争                   | 6971柱      |             |
| 乙未戰爭（別名：征台の役） | 1130柱      |             |
| 江華島事件                 | 2柱         | [ 25 ]      |
| 壬午事変                   | 14柱        | [ 26 ]      |
| 甲申政變                   | 6柱         | [ 27 ]      |
| 甲午戰爭                   | 1万3619柱   |             |
| 八國聯軍之役               | 1256柱      |             |
| 日俄戰爭                   | 8万8429柱   |             |
| 第一次世界大戰             | 4850柱      |             |
| 青山里戰役                 | 11柱        |             |
| 濟南事件                   | 185柱       |             |
| 霧社事件                   |             |             |
| 中村大尉事件外             | 19柱        | [ 28 ]      |
| 九一八事變                 | 1万7176柱   |             |
| 中日战争（1937~1941）      | 19万1250柱  |             |
| 太平洋戰爭                 | 213万3915柱 |             |
| 总计                       | 246万6584柱 | 246万6584柱 |

### 甲級戰犯
有14名经远东国际军事法庭审判的甲级战犯供奉在靖国神社。分別為：东条英机、土肥原贤二、木村兵太郎、广田弘毅、板垣征四郎、武藤章、松冈洋右、永野修身、白鸟敏夫、平沼骐一郎、小矶国昭、梅津美治郎、东乡茂德、松井石根。

## 陳設
1965年7月，由當時的宮司筑波藤磨提案、在拜殿左側建造了名為「鎮靈社」的小建築，祭祀嘉永6年（1853年）以來的戰争中本殿內沒有祭祀的靈魂。靖国神社的文獻顯示「鎮靈社的御祭神是奉慰的對象，御本殿的御祭神是奉慰顕彰的對象」，有了明確的差異。
在正殿的神座（神社內代表神祇所在的地方或物品）原本只有一座。战后，为了祭祀于原台湾神宫及台南神社的北白川宫能久亲王和祭祀于蒙疆神社（张家口）的北白川宫永久王，重新设立了新神座，因此现在有两神座。

### 櫻花

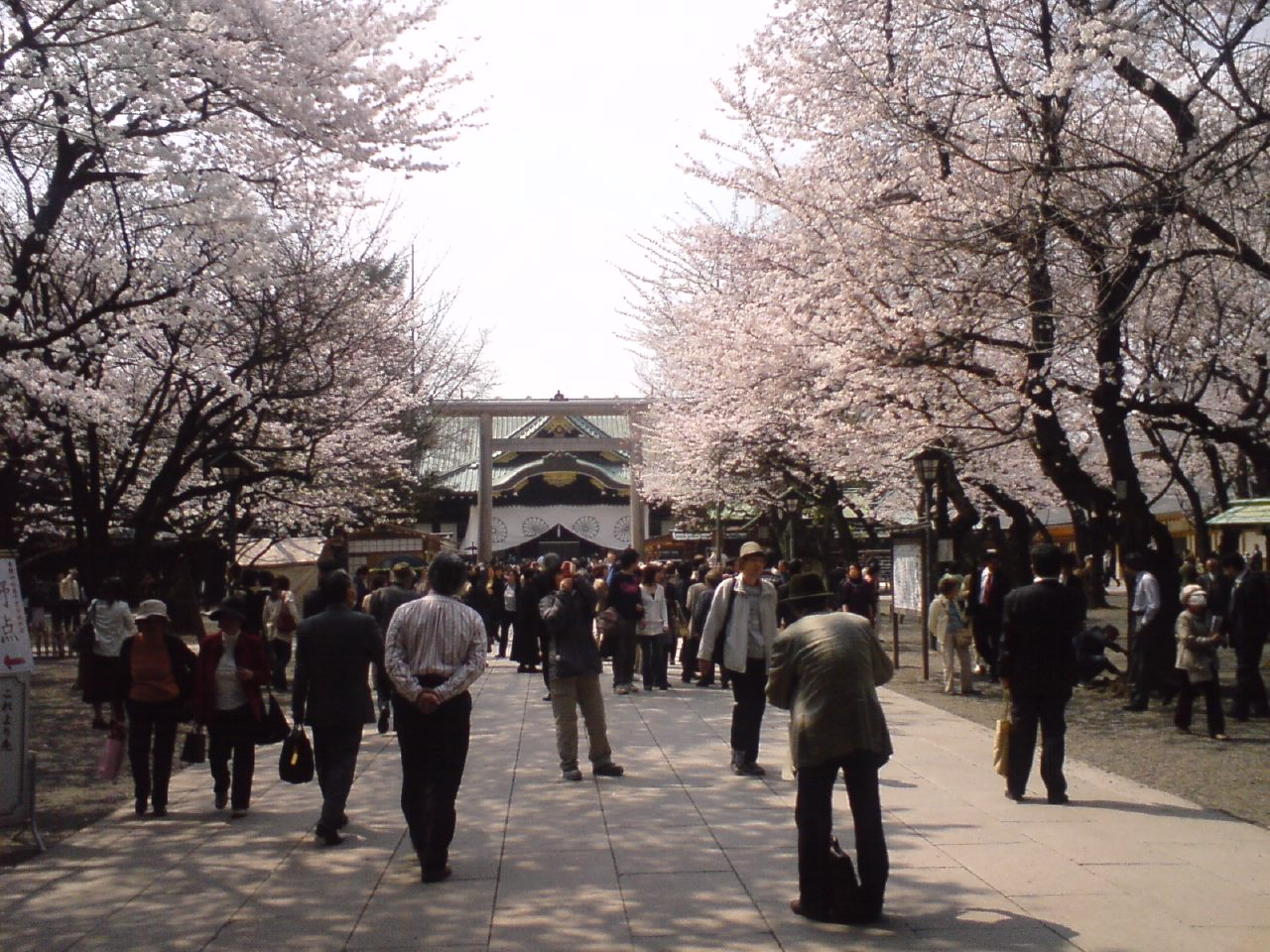
参道旁的樱花

靖国神社竞马场于1870年投入使用（最初名为招魂社竞马场，是日本国内首个日本人运营的洋式赛马场，围绕神社参道建成，一周全长约900米，1898年废止），当时周围种下了几十颗樱花树。靖国神社现在是东京都内几处樱花名胜地之一，每年3月下旬至4月上旬都有众多赏花民众到访，届时还将有各种摊贩售卖小食等。
日本气象厅将神社范围内3株染井吉野樱指定为“标本木”（也称“标准木”），以此确定东京都的樱花开花日，东京都的“樱花开花宣言”即是在此处标本木开花时发表。

### 建築

#### 遊就馆
遊就馆的取名，是源于《荀子·劝学篇》中“故君子居必择乡，遊必就士，所以防邪僻而近中正。”的“遊必就士”之意而来，原文意思是：居住要选择合适的地方，交遊要接近贤德之人，是以免入歧途，做正确的事。
遊就馆是靖国神社内的一个战争博物馆（但博物館法不適用於此），成立於1882年（明治15年），是日本歷史最悠久的軍事博物館。
遊就馆展览的主题是“战争”，主要有日本在近代战争中所使用的武器、军人遗品、战时资料等约10万点，军人遗影约5000枚。另外，日本进攻珍珠港成功后所发电报、战败后日本陆军大臣阿南惟几自杀之前的遗书也陈列其中。此外，靖国神社有許多紀念碑，其中一座纪念碑上的浮雕描绘的是一百多年前的中日甲午海战，另一幅浮雕則是抗日战争时期日军侵略上海、攻擊中國軍隊的畫面。這些都是第二次世界大戰結束以前就已經存在的紀念物，並非戰後新設，但是內容赞美了当时日本帝国军队如何英勇作战。

#### 游就馆展出的部分展品

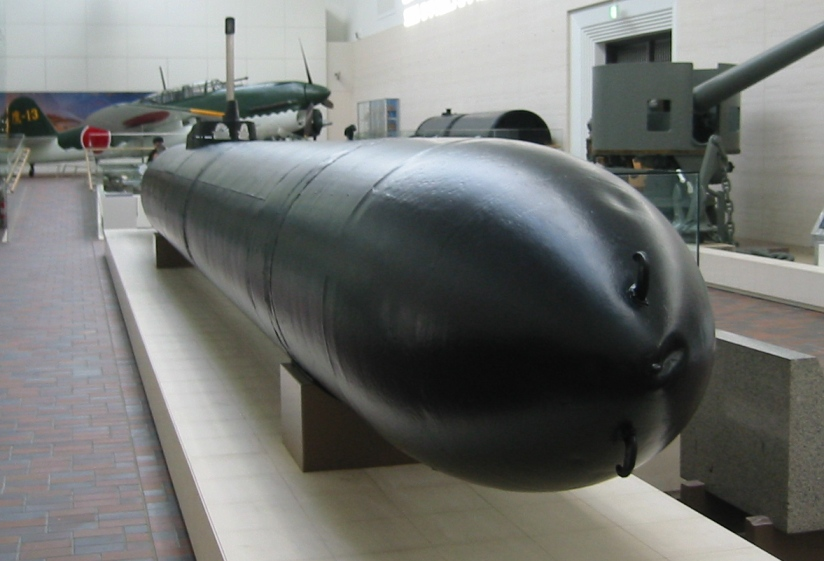
遊就馆內的回天一型
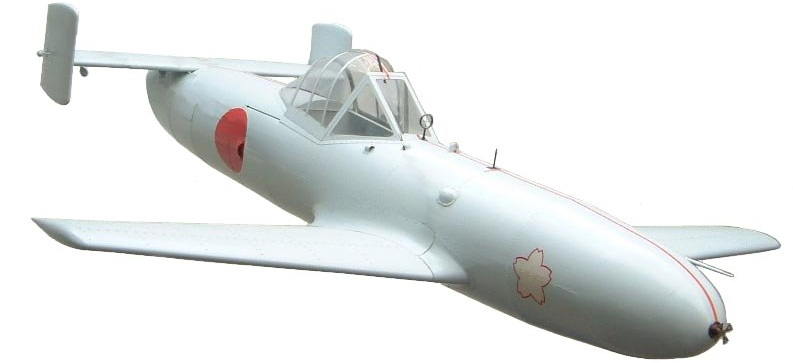
櫻花11型的複製品
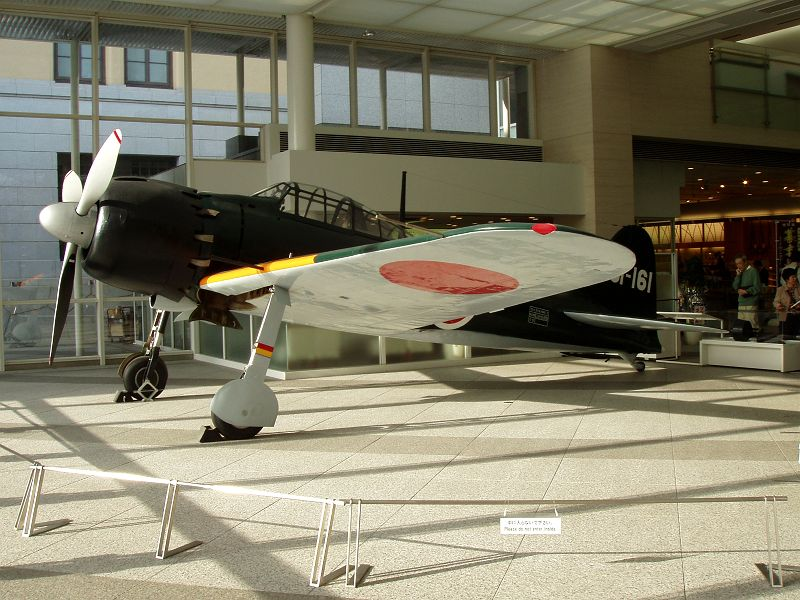
遊就館內的零式艦上戰鬥機52型
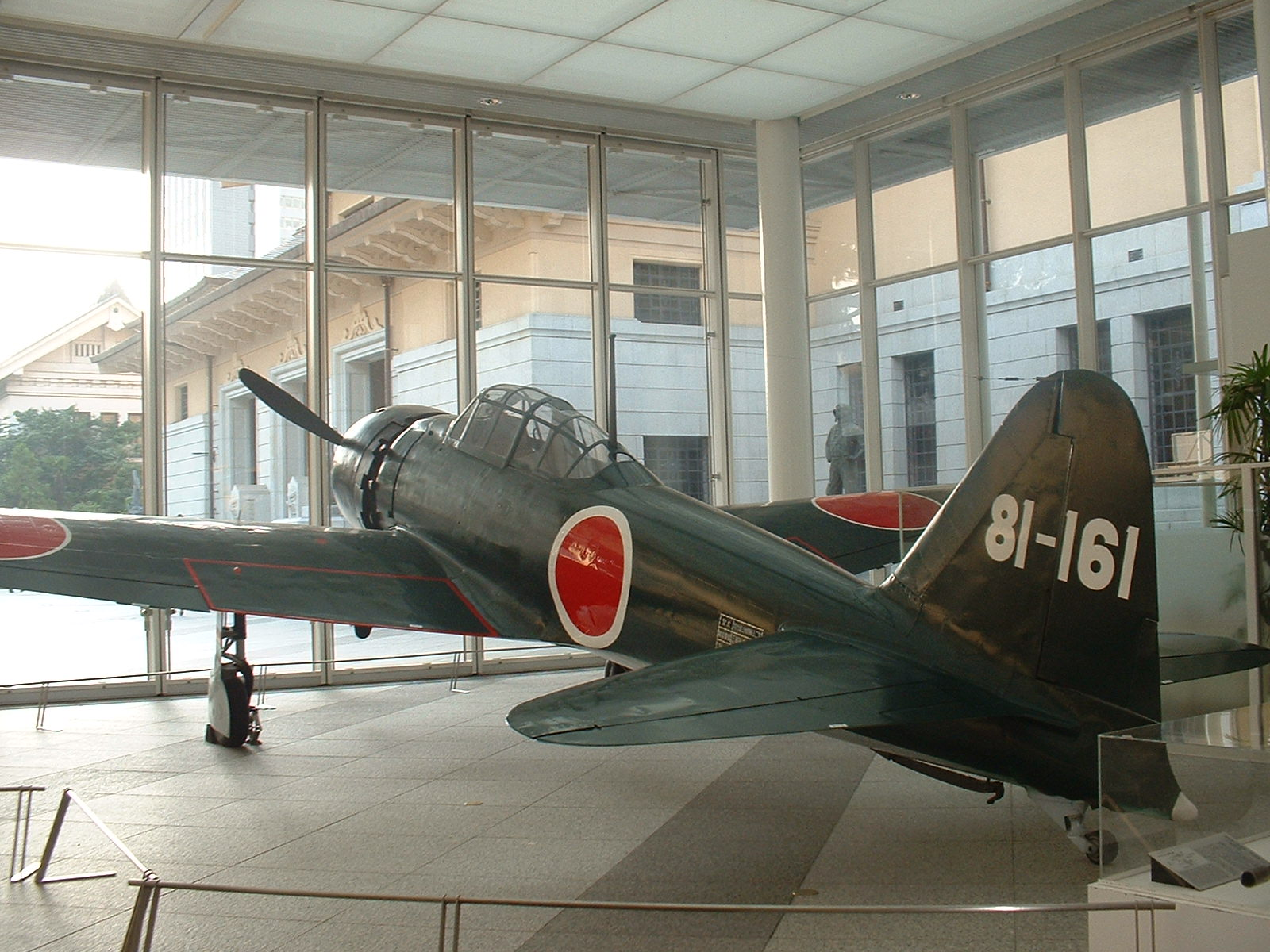
遊就馆內的零式艦上戰鬥機
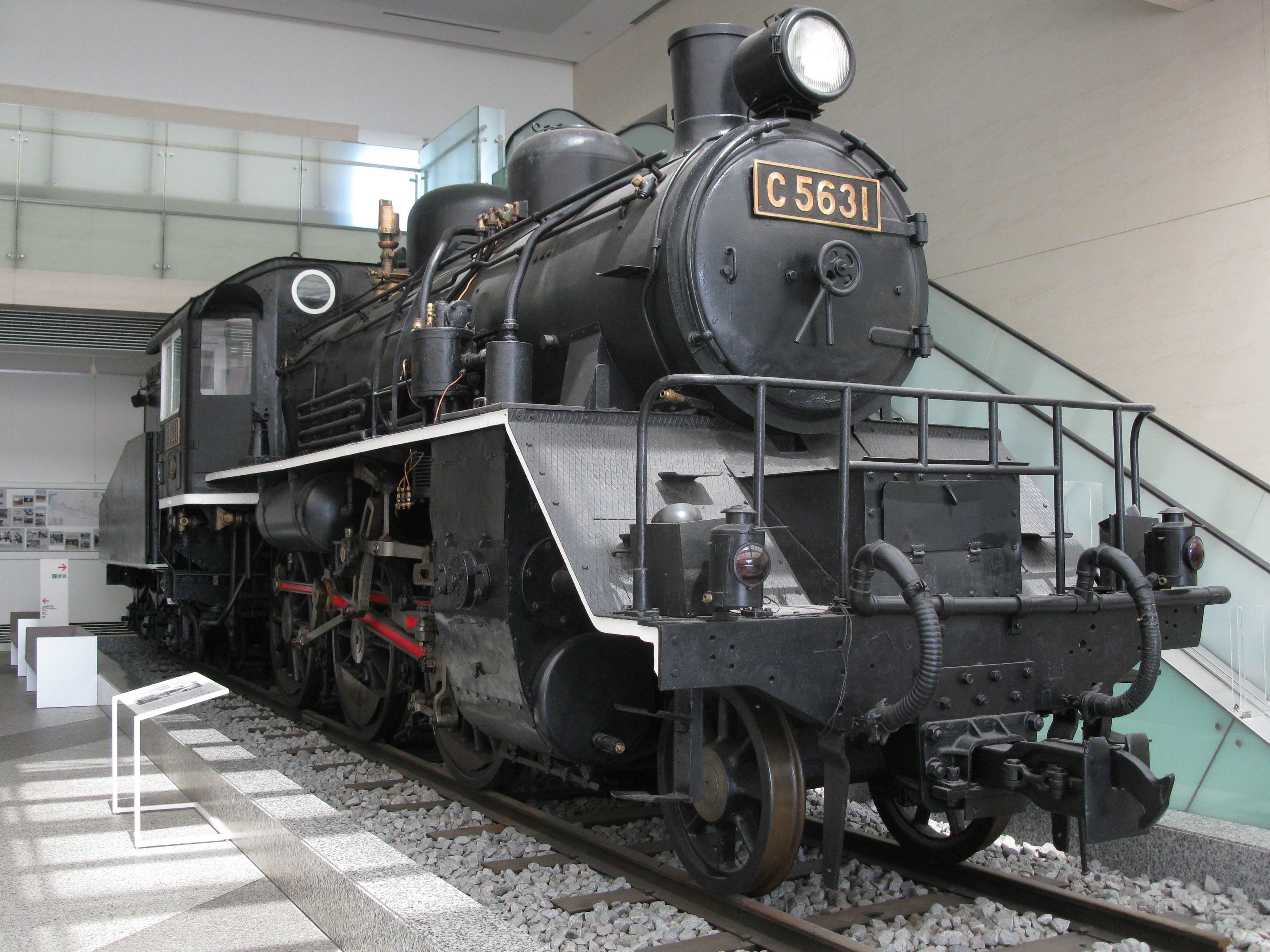
遊就館的蒸氣機車C56 31

#### 其他

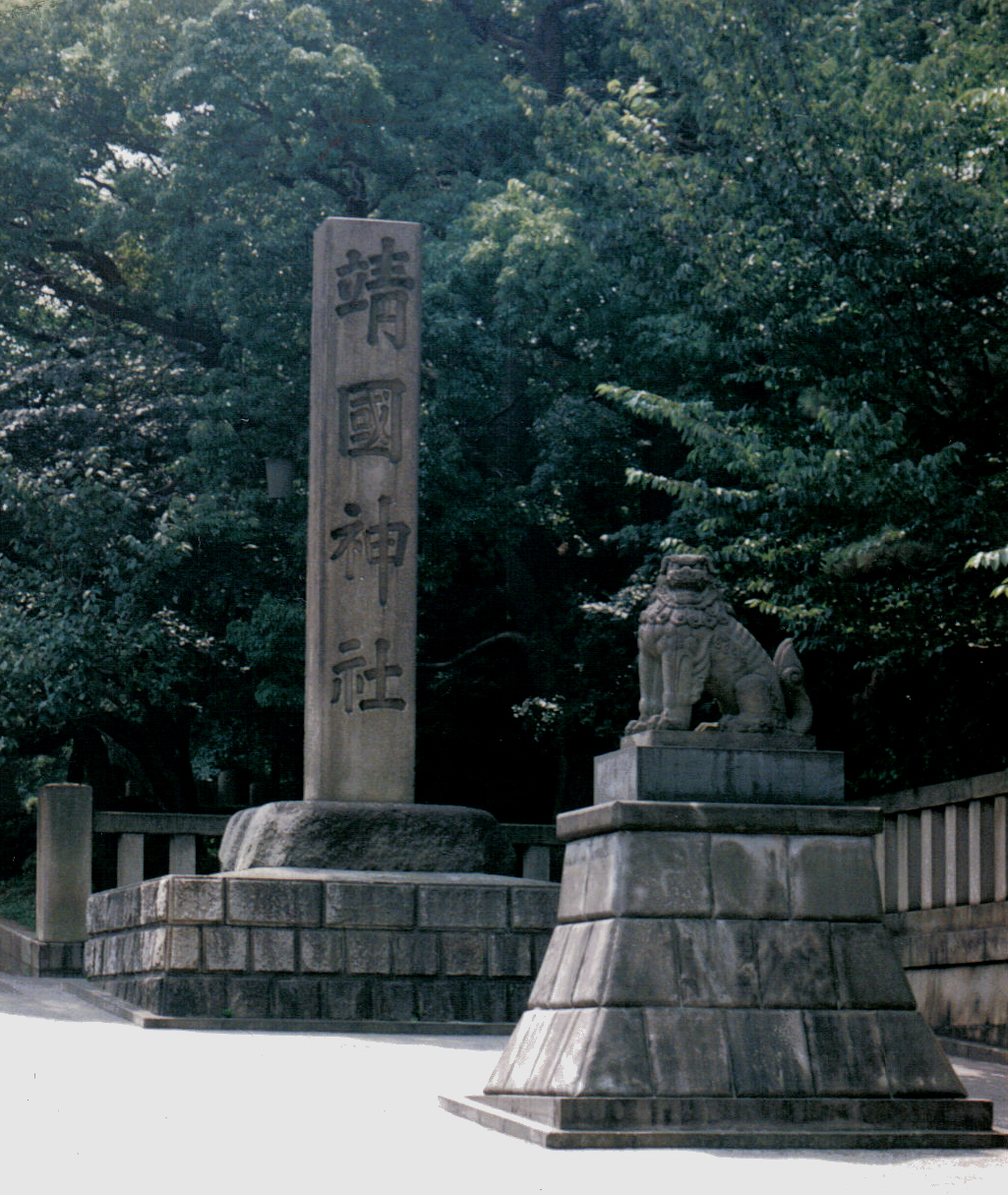
社号標
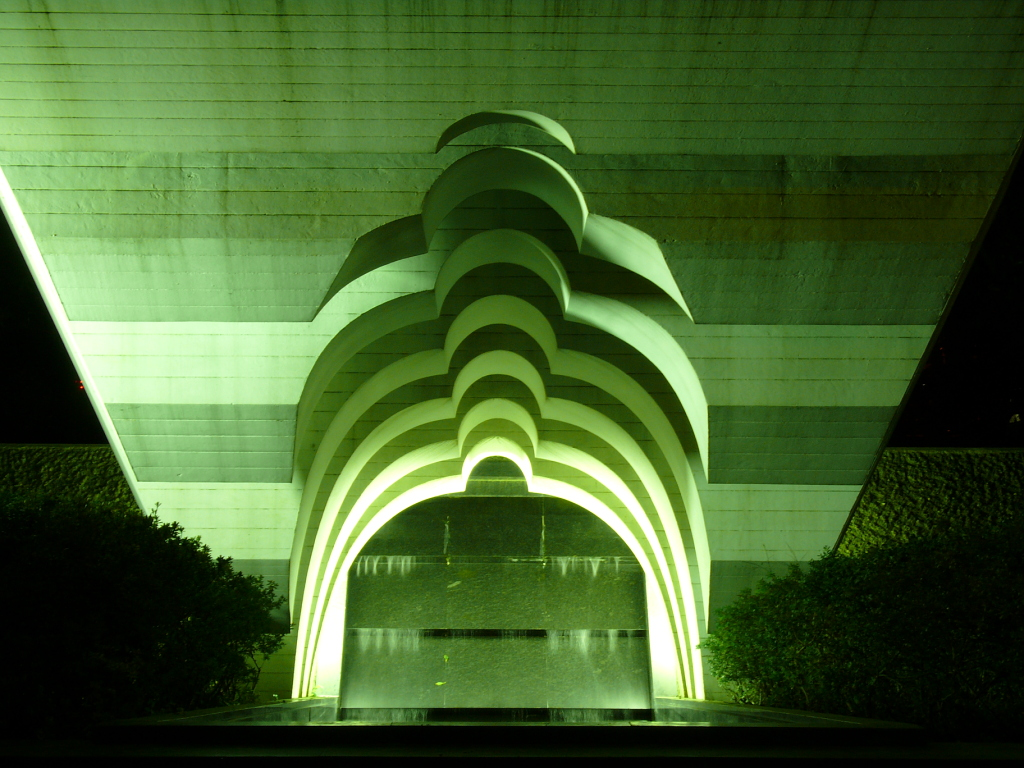
慰靈泉
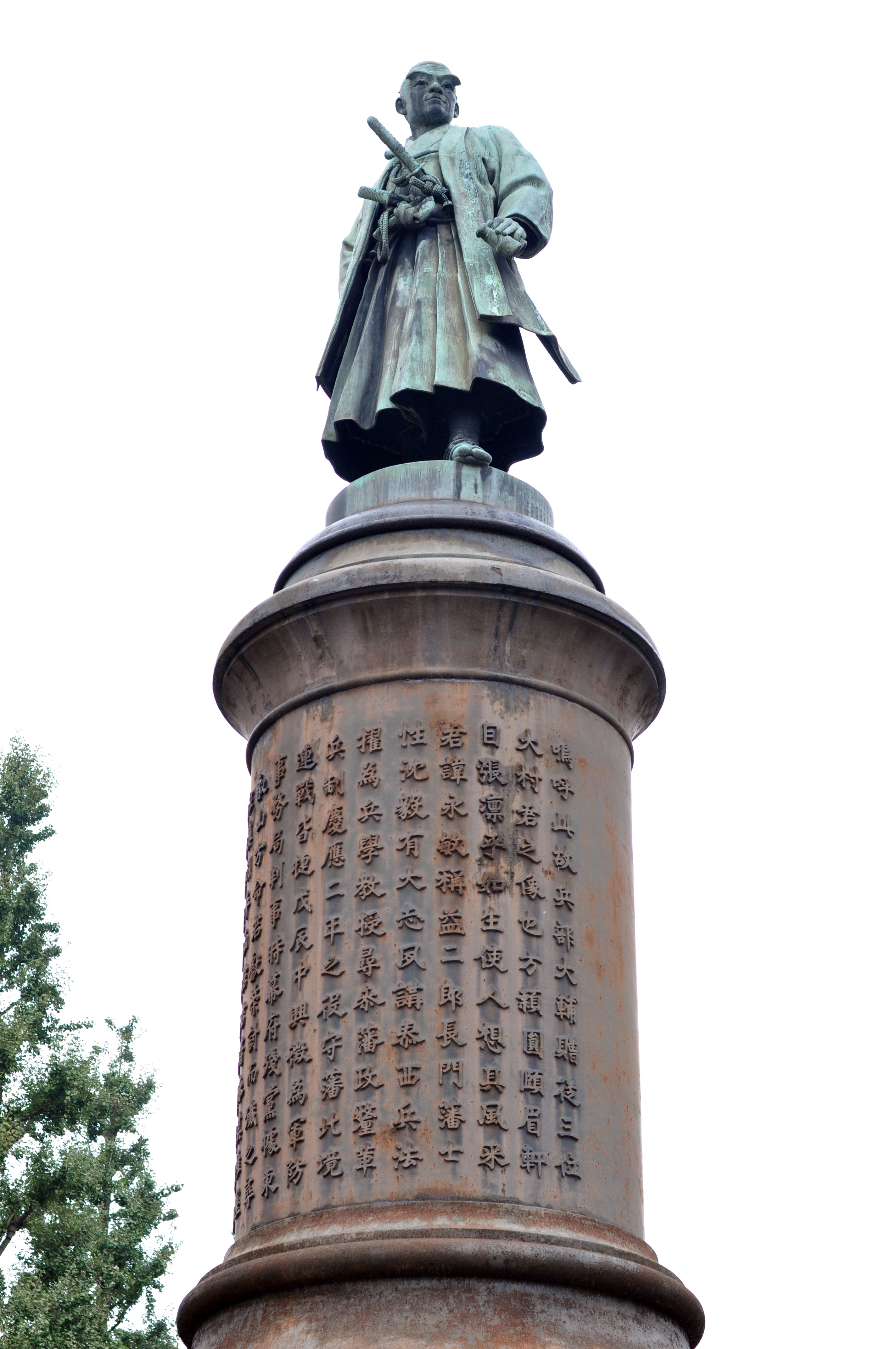
大村益次郎像
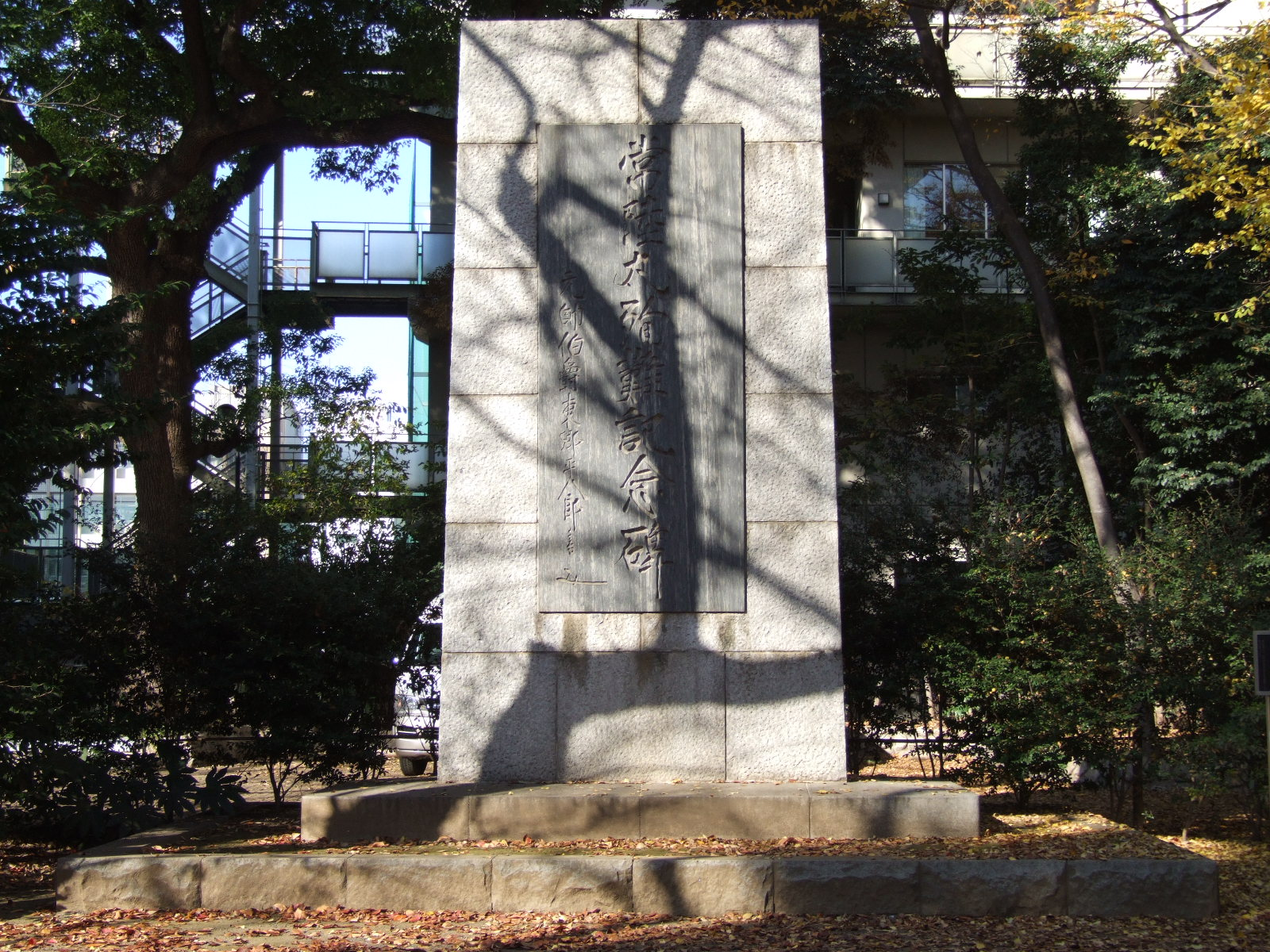
常陸丸殉難記念碑
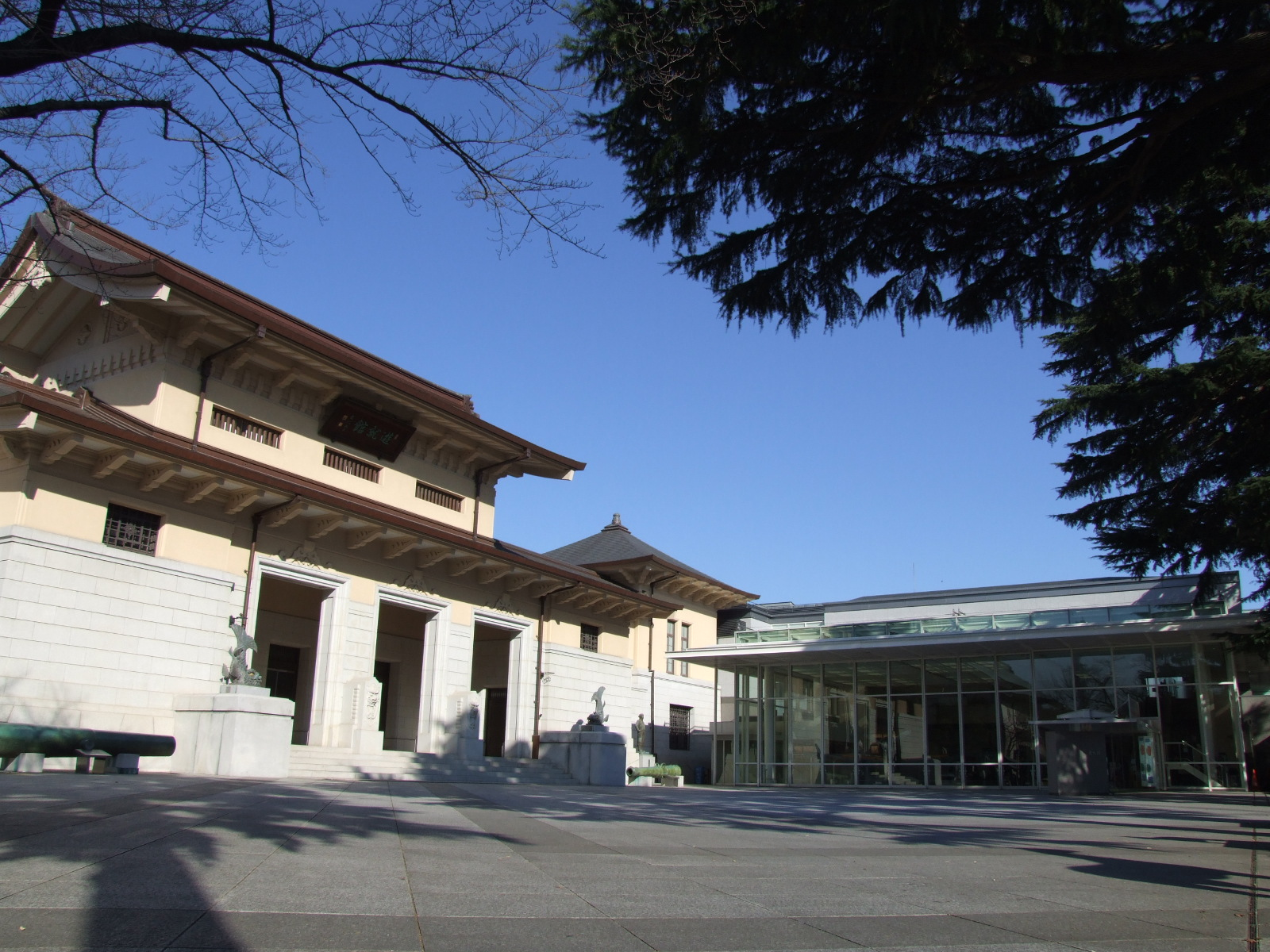
遊就館
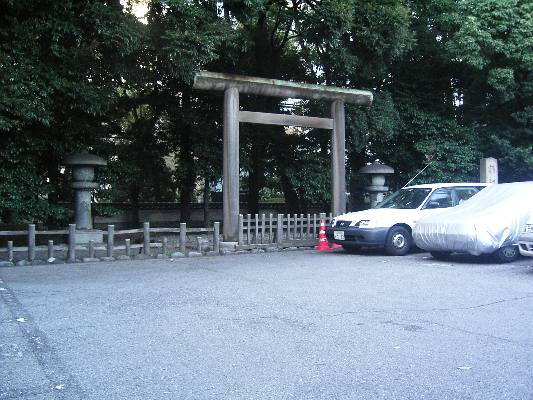
招魂齋庭
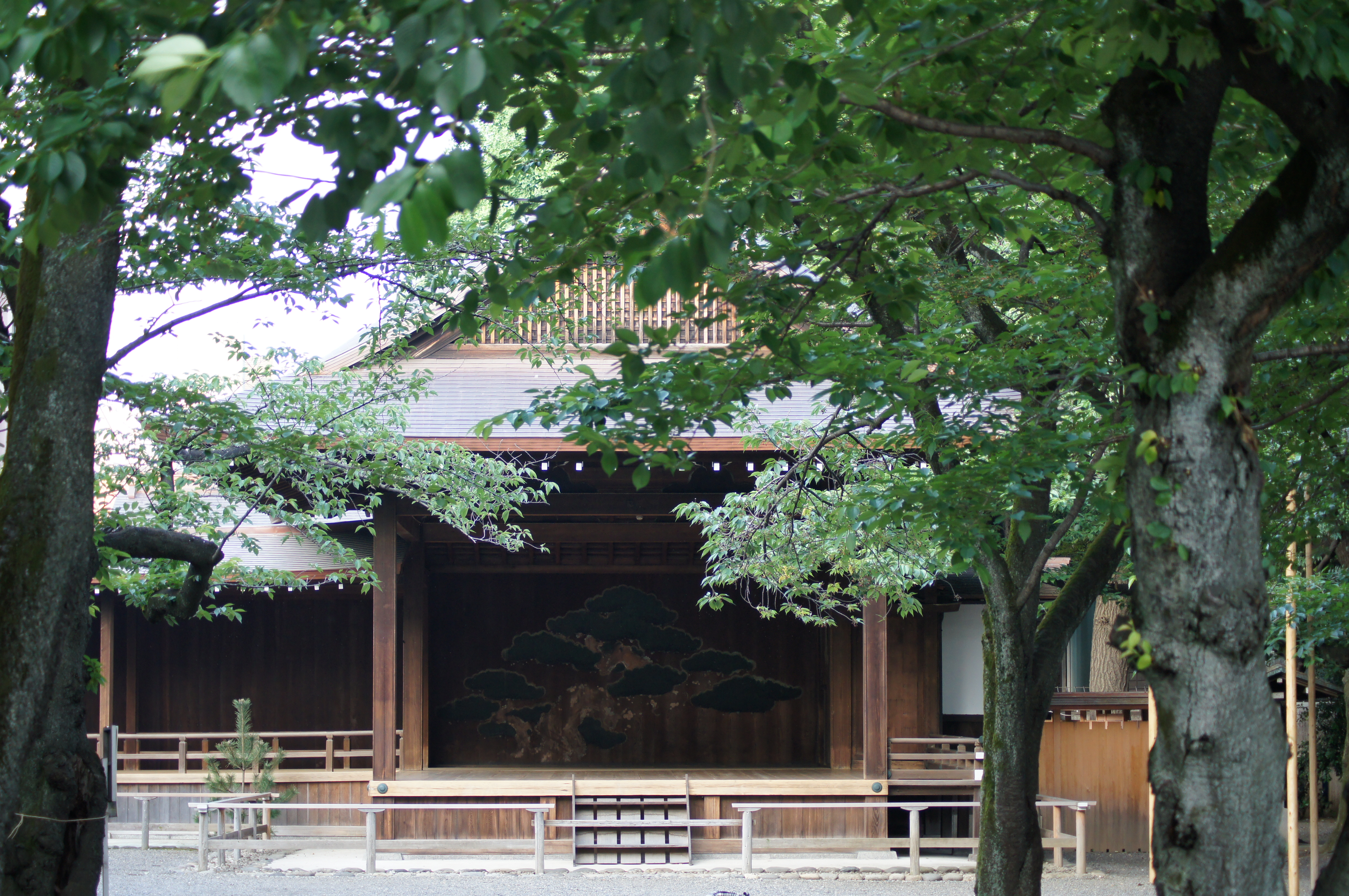
能樂堂
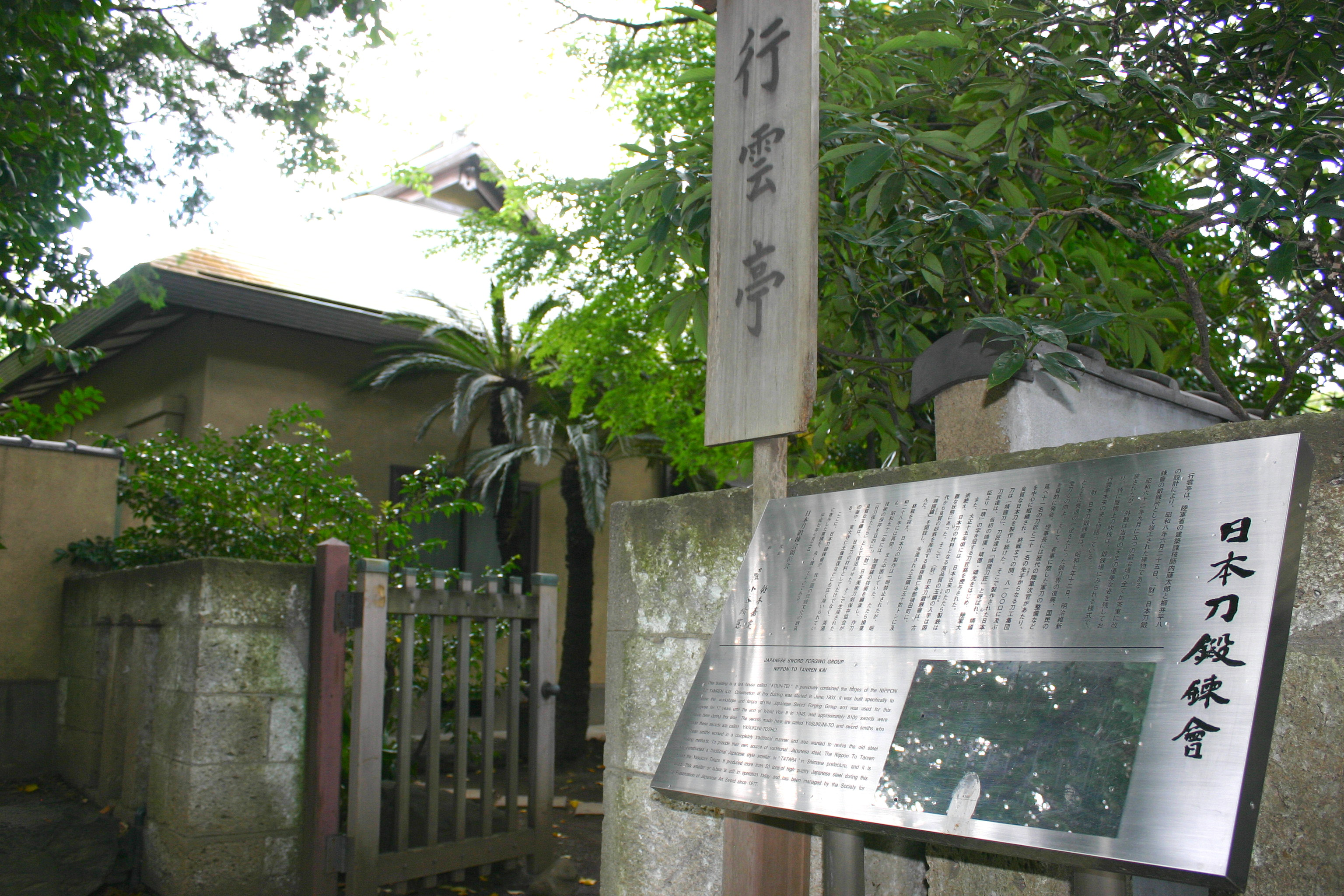
行雲亭
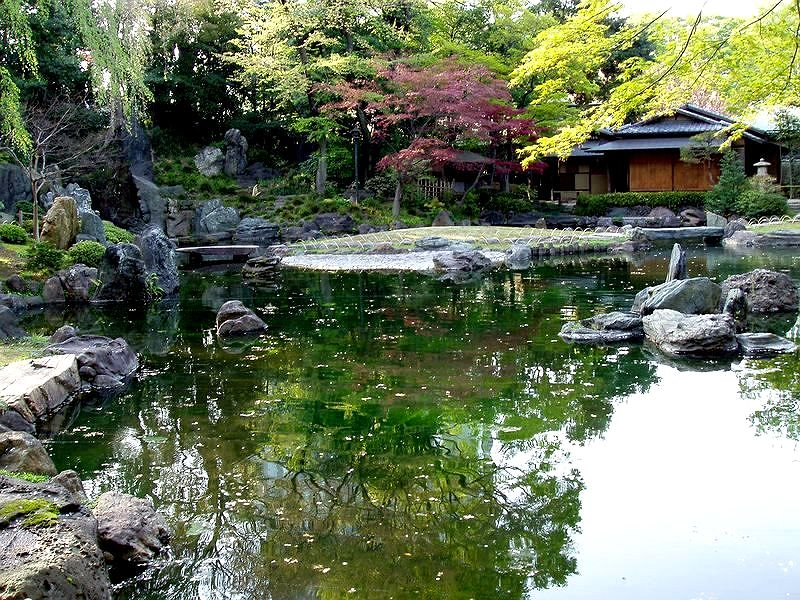
名勝 神池庭園
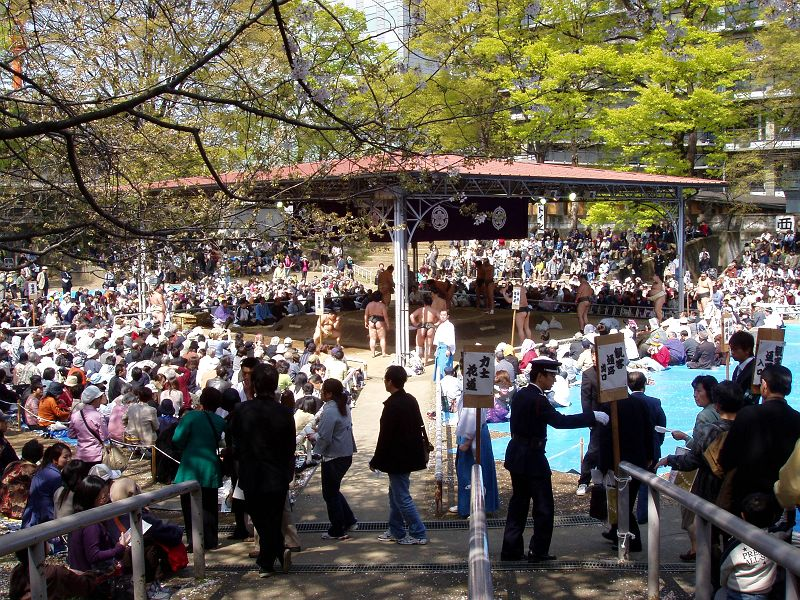
奉納大相撲大会（2008年）(每年四月舉行)
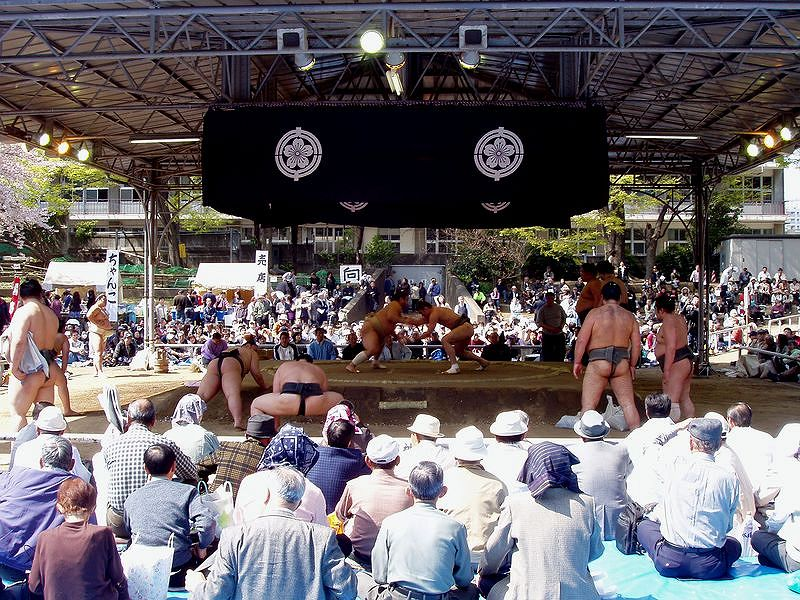
同左

## 爭議
一般來說，在每年8月15日，即1945年日本宣佈無條件投降的「終戰紀念日」的時候，很多日本國民都會去靖國神社紀念戰死的親友，雖然忽略掉避諱的問題，但民眾中政治宣示氣氛其實也不算濃厚，而且參與過「大東亞戰爭」的退伍軍人都習慣在這一天穿上軍服去紀念戰死的同僚。加之在当年盟軍下决定改制宗教法人之前，神社内也並未供奉二次大战的战犯，故在一般情況下被視為是一個歷史景點。
往后引入近2000位战犯，包括东条英机等14个甲级战犯的名字，是在松平永芳任职宫司的期间，于1978年10月秋祭时秘密列入名簿，此举导致靖国神社的性质有了根本性的改变，使其地位被外界重新检视。曾於二戰受日本軍事佔領、日後獨立的東南亞各國，如越南、印尼、菲律賓、緬甸、新加坡、馬來西亞等國，被占领的时间相对较短，同时为了吸引日本在经济方面的支持，對靖國神社問題的反对不及中华人民共和国、朝鲜民主主义人民共和国和大韓民國强烈。
在第二次世界大战期間，靖国神社为神风特攻队的出发仪式举办地。现在往往有日本二战退伍老兵，包括當時的少年航空兵以及台灣原住民的高砂義勇隊等等，以舊日本帝國軍人的身份在此举行各种悼念活动，同時部分人身着二战时期的日本军装列队示威，口呼军国主义口号，因此，靖国神社也被认为是日本军国主义份子的精神圣地之一。
這個宗教機構的爭議升溫的原因是由於日本政府的官員，包括總理大臣和其他國務大臣在內的内閣成員，在極具象徵意義的「終戰紀念日」參拜靖國神社。因為有些日本高級官員參拜供奉戰犯的神社，被中华人民共和国、朝鲜民主主义人民共和国和大韓民國等一些鄰國認為是「日本對過去侵略戰爭的肯定態度」而表示抗議。
政治人物参拜靖国神社有历史、文化及宗教等因素，但参拜这种供奉有二战甲级战犯的神社，政治因素普遍被认为是其中的主要因素。参拜靖国神社也同时被外界——特别是中华人民共和国、朝鲜民主主义人民共和国和大韓民國等国认为是日本领导人认同右翼观点而不对日本的侵略历史进行反省。

### 日本皇室参拜靖国神社
1952年4月28日盟軍佔領時期結束後，1952年10月至1975年11月昭和天皇前后8次参拜靖国神社。但1978年合祭甲级战犯后，昭和天皇至1989年駕崩都未再前往参拜。
1989年即位的明仁天皇至2019年禪位為上皇，也从未参拜靖国神社，現任天皇德仁也不曾參拜，皇族也幾乎不參拜了。

### 內閣總理大臣參拜及供奉祭品
1978年甲級戰犯奉入靖國神社後，日本內閣总理大臣（首相）或者政府要員參拜靖國神社變得敏感，如以私人身份或者其他頭銜參拜，屬於信仰自由，基本上不會引起爭議；但若以官銜參拜，則可能會引起紛爭，包含國際上的反對聲浪或者日本人對「是否政教分離」的疑慮等。
1985年，中曾根康弘在8月15日用內閣總理大臣的身份參拜靖國神社。中曾根是戰後第一個用「總理大臣」的身份參拜靖國神社的人（過去他以私人身份參拜），這是第一次引发了外交纠纷，激起了中華人民共和國政府的官方發言谴责，事後以中曾根翌年訪華化解。此时尚未引起中国大陸民间的强烈反应。自此11年内再也没有日本首相前往参拜，直到1996年，時任首相橋本龍太郎再次以「內閣总理大臣」身份参拜靖国神社，之后桥本首相以访问沈阳的九一八事变纪念馆的形式来向中方示好。对于这次参拜，日本社会的反对者认为“日本国民将会因自己的手正在抹去第二次世界大战的战争责任和战争犯罪而遭到来自世界的谴责。”這是第一次日本首相參拜靖國而引來外交危機的事件。
1998年，时任中共中央总书记江泽民继1992年后第二次官式访问日本，双方未能就历史问题达成一致公报，不欢而散，中方发表了措辞强硬的演讲。此后，中日关系逐渐转淡，在小泉純一郎首相時代降到了最低点，小泉不断的参拜行为持续引发中華民國、中華人民共和國、朝鮮民主主義人民共和國與大韓民國等国的激烈抗议。
在2001年的參議院選舉競選活動中，小泉純一郎保證他會在「終戰紀念日」（8月15日）參拜靖國神社，但是由於中華人民共和國和部份亞洲國家的外交壓力，小泉贏得選舉後，選擇提前在8月13日參拜了靖國神社，以免显得对反对声音不敏感和輕視。此次参拜，有639名日本人和韩国人向大阪地方法院提出诉讼，要求判决首相参拜的行为违宪，要求停止参拜并向原告受到侵害的宗教人格权支付赔偿。而日本右翼支持者则也提起了诉讼，认为对靖国神社的侮辱使死者的遗属感受到了莫大的侮辱，小泉首相在2001年10月8日就第二次世界大戰期間的日本的侵略向中國受害者表示「衷心的歉意」。
小泉在2002年4月再次參拜，這次他的參拜令中國大陸官方非常憤怒，以至於沒有邀請日本到北京參與2002年9月的中日關係正常化30週年的活動。同时使中日两国领导人多年没有任何互访（但在出席國際會議間有首腦級雙邊會談），出現「政冷经热」的往來局面。小泉其後每年都有參拜，在2006年8月15日兑现其竞选诺言，於卸任前在終戰紀念日參拜靖国神社。
2006年9月，安倍晋三就任日本首相后，基於中日關係，处理靖国神社问题相对低调。就任以来，尚未对是否参拜做出明确表态。部份外界分析，其一方面是为了安抚国内右翼势力及提升的民族情绪；另外一方面也是避免在东亚引起新一轮的外交风波，损害脆弱的中日和日韩关系。2007年4月在靖國神社春祭期間，安倍以內閣總理大臣名義獻祭但本人未到神社。
日本经济新闻的民意調查顯示，對於首相參拜靖國神社，日本国民的支持率是46%，反对率是38%，爭議也一樣不小。支持參拜者包括阵亡者遗族、神道信仰者、右翼等。除靖國神社外，目前日本全國還有52處“護國神社”。
2013年4月，在靖國神社春祭及秋祭期間，安倍晉三再次出任內閣總理大臣後，以內閣總理大臣名義獻祭但本人未到神社，他在終戰紀念日亦未有前往參拜。12月26日日本时间上午11时30分左右，日本首相安倍晉三第二次執政滿1週年，當日他決定前往靖國神社參拜，此舉引起中國大陸、南韓等亞洲國家反彈。安倍曾表示對於未能在第一個任期中參拜，感到悔恨至極。
2020年10月17日，菅义伟就任首相后，以“内阁总理大臣”的名义向靖国神社献上名为“真榊”的祭品。中华人民共和国外交部发言人赵立坚表示，敦促日方切实信守正视反省侵略历史的表态和承诺，以实际行动取信于亚洲邻国和国际社会。韩国外交部同日在一份声明中说，韩方“对日本政府和国会领导人向靖国神社献祭品表达强烈遗憾”。
2021年8月15日，菅义伟內閣的多名内阁成员参拜靖国神社，日本首相菅義偉供奉了香火钱，以纪念侵华战争中受伤和死亡的日本军人。菅义伟于当日发表致辞，许诺不会重演“战争悲剧”，但并未提及对邻国的加害责任，引发中韩两国抗议。中华人民共和国外交部发言人华春莹在记者会上强调了日本战败投降纪念日标志着中国乃至世界人民反法西斯战争的伟大胜利。中国驻日本使馆向日方已提出严正交涉。中方严肃敦促日方深刻汲取历史教训，切实正视和反省侵略历史，认真倾听国际社会的正义之声，同军国主义彻底划清界限，以实际行动取信于亚洲邻国和国际社会。
2023年8月15日，日本首相岸田文雄向千鳥淵戰歿者墓苑獻花，並以自由民主黨總裁的身份，自費向靖國神社獻上玉串費。這是自2013年以來日本首相連續11年在終戰日當天獻上玉串料。
2023年10月17日、2024年4月21日、8月15日，日本首相岸田文雄向靖国神社供奉真榊。
2024年10月17日、2025年8月15日，日本首相石破茂向靖国神社供奉了供品。

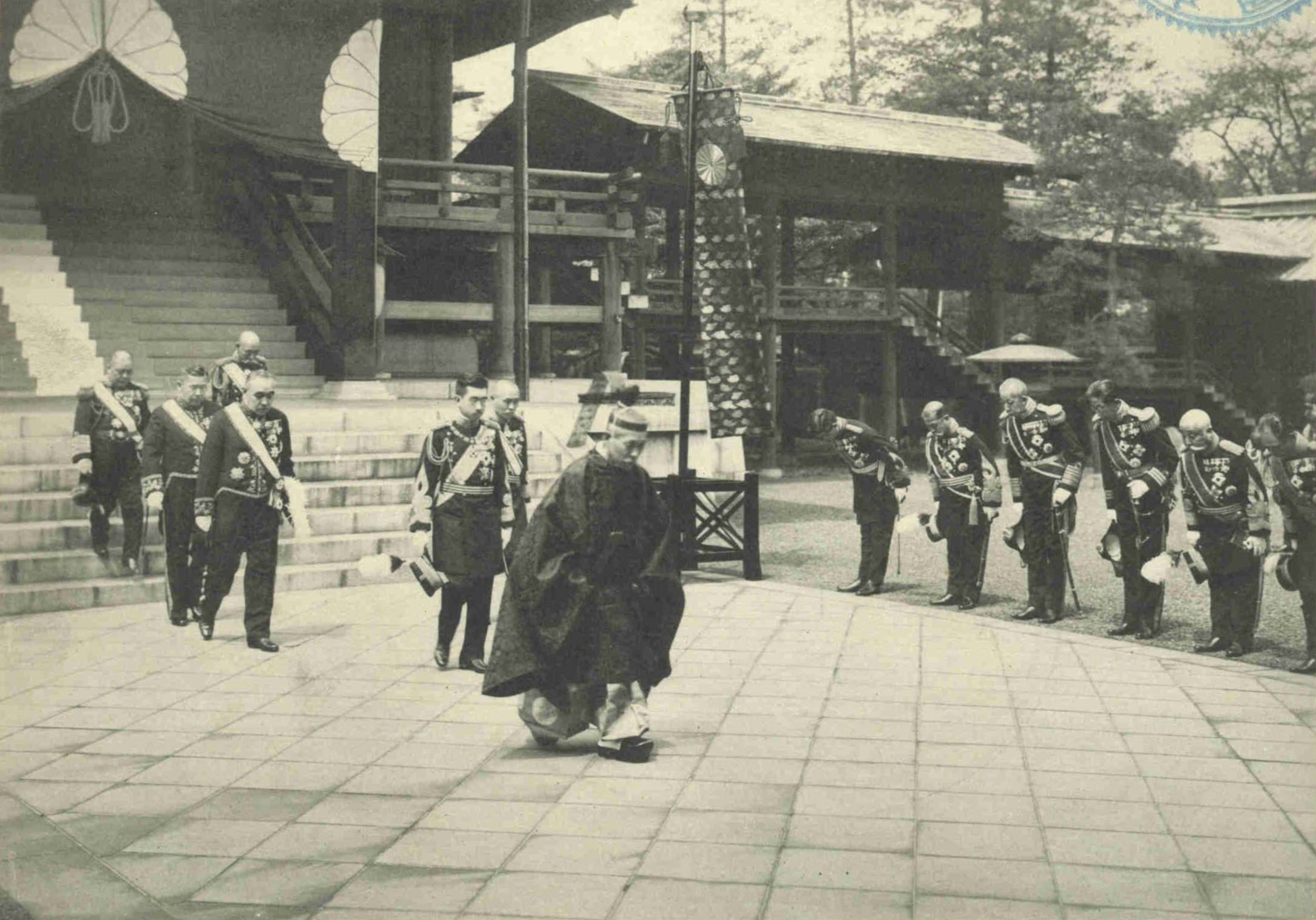
昭和天皇參拜靖國神社（1934年）

### 日本政要参拜靖国神社
- 1945年8月18日：首相东久迩宫稔彦王在担任首相第二天就参拜了靖国神社（以內閣總理大臣身份参拜共一次）。
- 1945年10月23日：首相币原喜重郎在担任首相的当月进行了第一次参拜（以內閣總理大臣身份参拜共两次）。
- 1945年11月20日：首相币原喜重郎第二次参拜（以內閣總理大臣身份参拜共两次）。
- 1951年10月18日：首相吉田茂第一次参拜（以內閣總理大臣身份参拜共五次）。
- 1952年10月17日：首相吉田茂第二次参拜（以內閣總理大臣身份参拜共五次）。
- 1953年4月23日：首相吉田茂第三次参拜（以內閣總理大臣身份参拜共五次）
- 1953年10月24日：首相吉田茂第四次参拜（以內閣總理大臣身份参拜共五次）。
- 1954年4月24日：首相吉田茂第五次参拜（以內閣總理大臣身份参拜共五次）。
- 1957年年4月24日：首相岸信介第一次参拜（以內閣總理大臣身份参拜共两次）。
- 1958年10月21日：首相岸信介第二次参拜（以內閣總理大臣身份参拜共两次）。
- 1960年10月10日：首相池田勇人第一次参拜（以內閣總理大臣身份参拜共五次）。
- 1961年6月18日：首相池田勇人第二次参拜（以內閣總理大臣身份参拜共五次）。
- 1961年11月15日：首相池田勇人第三次参拜（以內閣總理大臣身份参拜共五次）。
- 1962年11月4日：首相池田勇人第四次参拜（以內閣總理大臣身份参拜共五次）。
- 1963年9月22日：首相池田勇人第五次参拜（以內閣總理大臣身份参拜共五次）。
- 1965年4月21日：首相佐藤荣作第一次参拜（以內閣總理大臣身份参拜共十一次）。
- 1966年4月21日：首相佐藤荣作第二次参拜（以內閣總理大臣身份参拜共十一次）。
- 1967年4月22日：首相佐藤荣作第三次参拜（以內閣總理大臣身份参拜共十一次）。
- 1968年4月23日：首相佐藤荣作第四次参拜（以內閣總理大臣身份参拜共十一次）。
- 1969年4月22日：首相佐藤荣作第五次参拜（以內閣總理大臣身份参拜共十一次）。
- 1969年10月18日：首相佐藤荣作第六次参拜（以內閣總理大臣身份参拜共十一次）。
- 1970年4月22日：首相佐藤荣作第七次参拜（以內閣總理大臣身份参拜共十一次）。
- 1970年10月17日：首相佐藤荣作第八次参拜（以內閣總理大臣身份参拜共十一次）。
- 1971年4月22日：首相佐藤荣作第九次参拜（以內閣總理大臣身份参拜共十一次）。
- 1971年10月19日：首相佐藤荣作第十次参拜（以內閣總理大臣身份参拜共十一次）。
- 1972年4月22日：首相佐藤荣作第十一次参拜（以內閣總理大臣身份参拜共十一次）。
- 1972年7月8日：首相田中角荣在担任首相第二天进行了第一次参拜（以內閣總理大臣身份参拜共五次，田中被中方在70至80年代长期称为中日友好的奠基人）。
- 1973年4月23日：首相田中角荣第二次参拜（以內閣總理大臣身份参拜共五次）。
- 1973年10月18日：首相田中角荣第三次参拜（以內閣總理大臣身份参拜共五次）。
- 1974年4月23日：首相田中角荣第四次参拜（以內閣總理大臣身份参拜共五次）。
- 1974年10月19日：首相田中角荣第五次参拜（以內閣總理大臣身份参拜共五次）。
- 1975年4月22日：首相三木武夫第一次参拜（以內閣總理大臣身份参拜共三次）。
- 1975年8月15日：首相三木武夫第二次参拜（以內閣總理大臣身份参拜共三次）。
- 1976年10月18日：首相三木武夫第三次参拜（以內閣總理大臣身份参拜共三次）。
- 1977年4月21日：首相福田赳夫第一次参拜（以內閣總理大臣身份参拜共四次）。
- 1978年4月21日：首相福田赳夫第二次参拜（以內閣總理大臣身份参拜共四次）。
- 1978年8月15日：首相福田赳夫第三次参拜（以內閣總理大臣身份参拜共四次）。

1978年10月17日秋祭，二战甲级战犯列入
- 1978年10月18日：首相福田赳夫第四次参拜（以首相私人身份参拜共四次）。
- 1979年4月21日：首相大平正芳第一次参拜（以內閣總理大臣身份参拜共三次，大平死后华国锋与邓小平曾去吊唁）。
- 1979年10月18日：首相大平正芳第二次参拜（以內閣總理大臣身份参拜共三次）。
- 1980年4月21日：首相大平正芳第三次参拜（以內閣總理大臣身份参拜共三次）。
- 1980年8月15日：首相铃木善幸第一次参拜（以內閣總理大臣身份参拜共九次）。
- 1980年10月18日：首相铃木善幸第二次参拜（以內閣總理大臣身份参拜共九次）。
- 1980年11月21日：首相铃木善幸第三次参拜（以內閣總理大臣身份参拜共九次）。
- 1981年4月21日：首相铃木善幸第四次参拜（以內閣總理大臣身份参拜共九次）。
- 1981年8月15日：首相铃木善幸第五次参拜（以內閣總理大臣身份参拜共九次）。
- 1981年10月17日：首相铃木善幸第六次参拜（以內閣總理大臣身份参拜共九次）。
- 1982年4月21日：首相铃木善幸第七次参拜（以內閣總理大臣身份参拜共九次）。
- 1982年8月15日：首相铃木善幸第八次参拜（以內閣總理大臣身份参拜共九次）。
- 1982年10月18日：首相铃木善幸第九次参拜（以內閣總理大臣身份参拜共九次）。
- 1983年4月21日：首相中曾根康弘第一次参拜（以內閣總理大臣身份参拜共十次）。
- 1983年8月15日：首相中曾根康弘第二次参拜（以內閣總理大臣身份参拜共十次）。
- 1983年10月18日：首相中曾根康弘第三次参拜（以內閣總理大臣身份参拜共十次）。
- 1984年1月5日：首相中曾根康弘第四次参拜（以內閣總理大臣身份参拜共十次）。
- 1984年4月21日：首相中曾根康弘第五次参拜（以內閣總理大臣身份参拜共十次）。
- 1984年8月15日：首相中曾根康弘第六次参拜（以內閣總理大臣身份参拜共十次）。
- 1984年10月18日：首相中曾根康弘第七次参拜（以內閣總理大臣身份参拜共十次）。
- 1985年1月21日：首相中曾根康弘第八次参拜（以內閣總理大臣身份参拜共十次）。
- 1985年4月22日：首相中曾根康弘第九次参拜（以內閣總理大臣身份参拜共十次）。
- 1985年8月15日：首相中曾根康弘率内阁成员第十次参拜，这是中曾根第一次以在公职身份参拜靖国神社，（参拜共十次），从而引发了中韓方等受害國的强烈抗议。
- 1994年，首相村山富市呼吁反省军国主义历史的同时，其内阁七成员則前往靖国神社参拜。
- 1995年8月15日，任村山内阁通产相的桥本龙太郎等8名自民党出身的内阁成员参拜了靖国神社。
- 1996年7月29日：首相桥本龙太郎以公职身份在自己生日当天参拜了靖国神社（以內閣總理大臣身份参拜共一次）。
- 1997年4月22日，“大家参拜靖国神社国会议员之会”的223名成员集体参拜了靖国神社，后来成为日本首相的小渊惠三作为该会会长带头进行了参拜。
- 1997年，8名内阁大臣参拜靖国神社；
- 1998年8月15日，8名内阁大臣和54名国会议员及议员代理人参拜靖国神社；
- 1999年8月15日，8名内阁大臣和54名国会议员集体参拜了靖国神社。
- 2001年8月13日：首相小泉纯一郎第一次参拜靖国神社（以內閣總理大臣身份参拜共六次）。
- 2002年4月21日：首相小泉纯一郎第二次参拜靖国神社（以內閣總理大臣身份参拜共六次）。
- 2003年1月14日：首相小泉纯一郎第三次参拜靖国神社（以內閣總理大臣身份参拜共六次）。
- 2004年1月1日：首相小泉纯一郎第四次参拜靖国神社（以內閣總理大臣身份参拜共六次）。
- 2005年8月14日：日本前首相桥本龙太郎及日本经济产业大臣中川昭一参拜。
- 2005年10月17日：首相小泉纯一郎第五次参拜靖国神社（以內閣總理大臣身份参拜共六次）。
- 2005年10月18日：日本一百多名國會議員參拜靖國神社。
- 2006年4月21日：“大家一起参拜靖国神社国会议员会”的96名成员集体参拜靖国神社。[57]
- 2006年8月15日：首相小泉纯一郎第六次参拜靖国神社（以內閣總理大臣身份参拜共六次）。
- 2006年10月18日：參加了“大家都来参拜靖国神社国会议员之会”的84名日本國會議員參拜靖國神社。
- 2007年4月23日：“大家都来参拜靖国神社国会议员之会”的39名成员参拜靖国神社。[58]
- 2008年8月15日，日本前首相小泉純一郎和安倍晉三分別於當地時間八時許、十時許參拜了位於東京九段下的靖國神社。[59]
- 2012年8月15日，日本國土交通大臣羽田雄一郎，以及公安委員長松原仁隨日本跨黨派的“大家都来参拜靖国神社国会议员之会”的，除自民黨前幹事長古賀誠之外，前總務大臣「原口一博、以及奮起日本黨黨魁平沼赳夫，與日本眾議院副議長衛藤征士郎共55名成員，參拜靖國神社[60]
- 2013年4月23日，由日本跨黨派國會議員組成的“大家都來參拜靖國神社國會議員之會”168名成員23日上午集體參拜了供奉有二戰甲級戰犯牌位的靖國神社。[61]
- 2013年12月26日，首相安倍晉三在任後一年首次參拜靖國神社。[62]
- 2021年8月13日，日本防衛大臣岸信夫與經濟再生擔當大臣西村康稔參拜靖國神社，岸信夫是五年來首位參拜靖國神社的防衛大臣，西村康稔是菅義偉內閣首位參拜靖國神社的閣員[63]。
- 2023年8月15日，日本經濟安全保障擔當大臣高市早苗、自民黨政調會長萩生田光一參拜靖國神社。[50][64]
- 2025年8月15日，日本农林水产大臣小泉进次郎参拜靖国神社。[65]

### 非日本國政要參拜靖國神社
- 1956年4月19日，中華民國立法院院長張道藩參拜靖國神社。當時二戰中的甲級戰犯尚未被奉祀進靖國神社（乙級和丙級戰犯於1959年才祕密合祀，甲級戰犯合祀是1978年10月）。当时靖國神社已经奉祀有在乙未戰爭中戰死在臺灣的日軍，和在二戰中陣亡的臺灣籍日本兵。
- 2005年台灣團結聯盟參拜靖國神社事件，該年4月4日台灣團結聯盟主席蘇進強一行人前往參拜，自稱是為了弔念臺灣籍日本兵，但也參拜了其他日軍，引發爭議。
- 2007年6月7日，中華民國前總統李登輝在访日期间，以私人身份到靖国神社悼念其陣亡的兄长李登欽。[66]
- 2024年9月3日（第二次世界大战对日战争胜利纪念日），乌克兰驻日大使馆在X（原Twitter）发布了驻日大使克爾松斯基参拜靖国神社并称「瞻仰為國捐軀的烈士」的推文，引發中國大陸民間的不滿，随后乌克兰驻日使馆删除了相关X（原Twitter）推文。[67][68][69]兩日後，烏國批下外長德米特羅·庫列巴請辭信[70]。

### 參拜靖國神社
- 2014年4月23日，加拿大歌手贾斯汀·比伯把一張在日本靖国神社主殿前祈福的照片發布上社群網站，比伯还写道“Thank you for your blessings”（感谢你们的保佑）[71]。但有网友发现并在评论留言猜测其去了靖国神社。随即比伯遭到中韓等地网民几乎一致地口诛笔伐，之后比伯删除了照片，並且在自己的社交網站上公開道歉[72]。
- 2021年2月11日，日本声优茅野愛衣在其常驻广播节目（“工作之余祈愿”）第152期中提到由于工作地点在靖国神社附近，且还有些时间就于当日前往了靖国神社，称“这里真是让人心情好的地方”，从而引发广泛关注。[73][74]事发后，茅野爱衣团队在其Twitter上表示将推迟第154期广播的更新[75]；同时，涉事的第152期广播与推文，也已从社群媒體上删除；而相关广播节目仍在正常更新[74]。2月17日，其官方社群媒體網站再度道歉，并称将相关影片设为不公开[76]。

## 事件

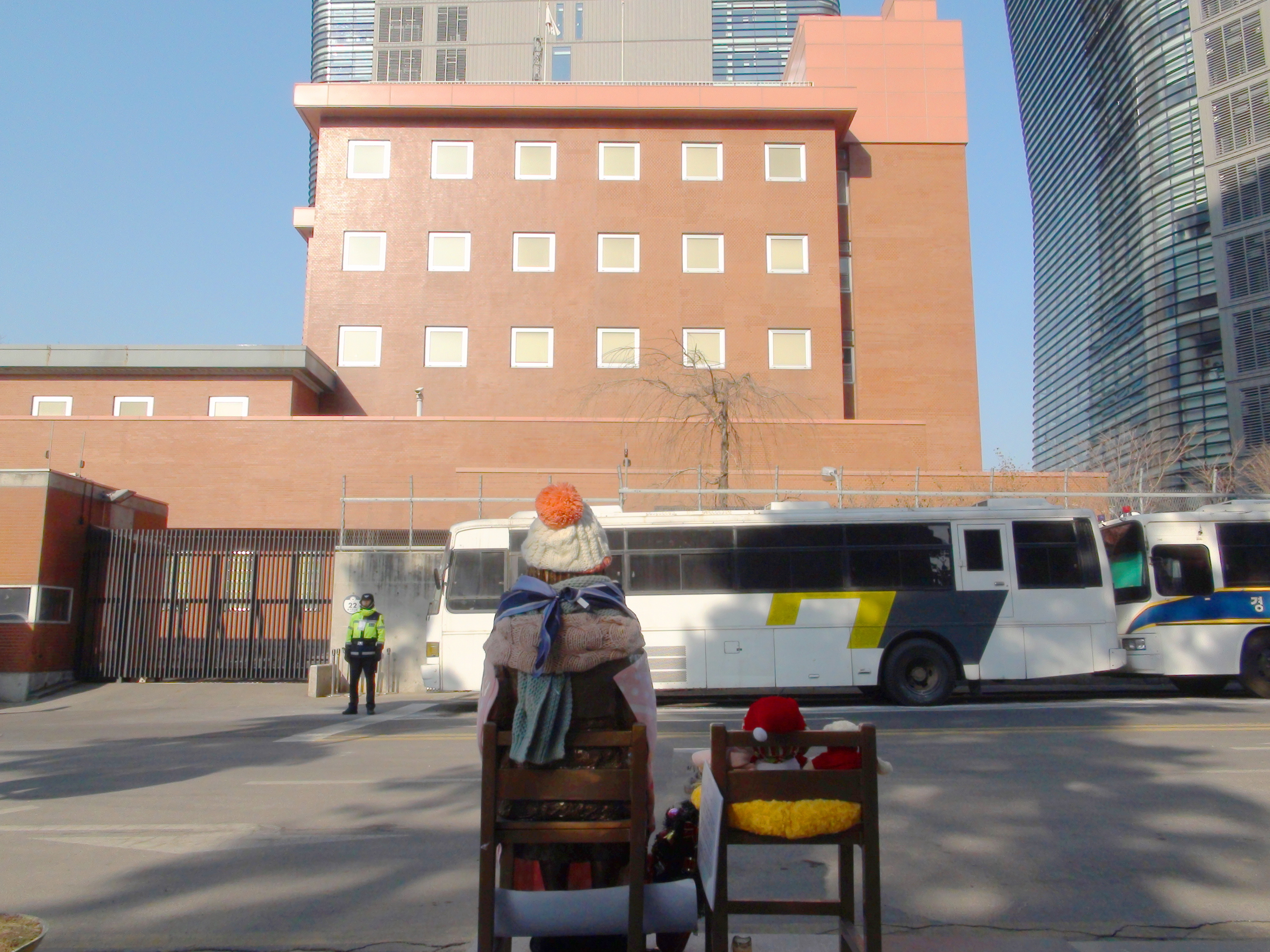
2011年，靖國神社和日本駐首爾領事館均遭到了縱火襲擊，有人在日本駐首爾領事館門前立起了慰安婦的雕像

2011年12月26日凌晨，中国人刘强向靖国神社一扇大门投掷燃烧瓶，导致大门下部被烧焦。刘强在事发后随即离开日本前往韩国首尔。此次事件后，刘强受到中韩两国的庇护，兩國政府均拒绝了日本方面的引渡申请。
2015年11月23日，靖國神社的男廁發生爆炸。事後查出為韓國右翼分子所為，他於同年12月初再次進入日本時被捕。
2018年12月，香港社运人士郭绍杰在靖国神社外，焚烧写有“东条英机”的道具神主牌，抗议南京大屠杀，被当地警方拘捕并控以“侵入建筑物”罪，2019年10月10日，东京法庭判决郭绍杰需要监禁8个月，缓刑3年，郭绍杰其后在2019年10月11日回港。
2019年8月19日下午，中国安徽枞阳籍作家、中国作家协会会员胡大平持装有墨汁的塑料瓶进入靖国神社，并在拜殿内将其泼洒，部分墨汁被泼洒到神社内“御纹章付白幕”的帷幕上。2019年12月23日，胡大平被判处有期徒刑1年2个月、缓刑3年。
2024年6月1日上午，靖国神社的石柱被发现有人用红色喷漆写了英文的“厕所”一詞。事后有一名中国网红「铁头」（本名董光明）上传影片，炫耀是自己所为。
2024年8月19日凌晨3点50分（UTC+9），靖国神社的石柱被靖国神社管理员举报有人用黑色毡尖笔写下中英文的“狗屎”、“军国主义去死”、“厕所”字样，警方以器物损坏罪嫌对此进行调查。

### 引用
1. ↑  . zh.cn.nikkei.com.   [2024-10-26]. （原始内容存档于2021-12-07）.
2. ↑  高橋哲哉. . : 第188頁 BC級戰犯和「法」的暴力.
3. ↑  靖國神社社務所. .
4. 1 2  . BBC NEWS 中文. 2013-12-26  [2022-11-18]. （原始内容存档于2022-07-20） （中文）.
5. ↑  孙江. . 2019/3/21 （中文）.
6. ↑  聯合新聞網. . 轉角國際 udn Global.   [2024-10-26]. （原始内容存档于2024-12-24） （中文（臺灣））.
7. ↑  . 法廣. 2020年8月19日  [2021年8月5日]. （原始内容存档于2022年7月16日）.
8. ↑  . （原始内容存档于2015-10-03）. I assure those of you who fought and died for your country that your names will live forever at this shrine in Musashino
9. ↑  段玉裁. .
10. ↑  村上重良，《慰灵与招魂——靖国的思想》，岩波书店，1974年
11. ↑  . cn.nikkei.com.   [2024-10-26]. （原始内容存档于2020-05-08）.
12. ↑  黑波克. . TNL The News Lens 關鍵評論網. 2016-08-15  [2024-10-26]. （原始内容存档于2024-12-12） （中文（臺灣））.
13. ↑  . 台灣蘋果日報. 2005-04-05  [2021-08-19]. （原始内容存档于2012-02-02）.
14. ↑  . 2024-09-04  [2024-09-05]. （原始内容存档于2024-09-10）.
15. ↑  . 2023-08-15.
16. ↑  . www.chinafolklore.org.   [2024-10-26].
17. ↑  . 自由时报. 2005-04-10  [2021-08-19]. （原始内容存档于2016-04-28）.
18. ↑  . jeast.ioc.u-tokyo.ac.jp.   [2024-10-26].
19. ↑  . nippon.com. 2015-07-31  [2024-10-26]. （原始内容存档于2015-12-25） （zh-cmn-Hant）.
20. ↑  . anntw.com. 2014-02-24  [2024-10-26]. （原始内容存档于2022-05-22） （英语）.
21. ↑  . BBC News 中文. 2015-06-11  [2024-10-26] （中文（繁體））.
22. ↑  . Yahoo News. 2020-11-17  [2024-10-26]. （原始内容存档于2020-12-04） （中文（臺灣））.
23. ↑  . www.yasukuni.or.jp.   [2024-10-26]. （原始内容存档于2024-11-30）.
24. ↑  . 靖国神社.   [2018-01-22]. （原始内容存档于2021-05-09） （日语）.
25. ↑  『一等水夫故松村千代松招魂社ヘ合祀』 〔国立公文書館>内閣>公文録>朝鮮講信録>公文録・明治八年・第三百七巻・朝鮮講信録（三）〕 アジア歴史資料センター レファレンスコード A01100130400 - 「故松村千代松招魂社合祀ノ儀上請 山口県士族 一等水夫 故松村千代松 右之者本年九月中雲揚艦朝鮮江華島ニ於テ暴撃ヲ受ケ候節奮激突戦台場ニ乗入逐ニ深手ヲ負ヒ帰艦之後之力為メ同月二十二日致死去実ニ愍然之儀ニ付来ル明治九年一月招魂社例祭之節合祀被仰付候様仕度此段」。
26. ↑  『故工兵中尉堀本礼造外二名并朝鮮国ニテ戦死巡査及公使館雇ノ者等靖国神社ヘ合祀ノ件』 （国立公文書館>内閣>公文録>陸軍省>公文録・明治十五年・第百八巻・明治十五年九月〜十一月・陸軍省） アジア歴史資料センター（日语：アジア歴史資料センター） レファレンスコード A01100233700 - 「同省朝鮮国日本公使館護衛隊ハ鎮守ニ等シキ勤労アルヲ以テ鎮戍ノ軍隊ニ准シ従軍年ニ加算セント請フ之ヲ允ス」。
27. ↑  『陸軍省稟告故磯林歩兵大尉外五名靖国神社ヘ合祀ノ件』 （国立公文書館>内閣>公文別録>公文別録>公文別録・朝鮮事変始末・明治十七年・第二巻・明治十七年） アジア歴史資料センター レファレンスコード A03023658800。
28. ↑  『第1511号 7.4.23 靖国神社臨時大祭祭式次第書並に先着諸員の件（2）』（1932年（昭和7年）4月23日） （防衛省防衛研究所（日语：防衛研究所）>海軍>海軍省公文備考類>昭和7年>公文備考 昭和7年 C 儀制 巻7） アジア歴史資料センター レファレンスコード C05021974300。
29. ↑  Teddy. . 看中国.   [2016-11-26].
30. ↑  . 人民网.   [2016-11-26]. （原始内容存档于2021-02-10）.
31. ↑  . 纽约时报中文网 国际纵览. 2014-01-08  [2016-11-26]. （原始内容存档于2021-05-09）.
32. ↑  特報 鎮霊社『靖国』の回答検証 東京新聞、2006年8月29日
33. ↑   （日語）
34. ↑  . www.tachikawaonline.jp.   [2017-08-21]. （原始内容存档于2021-02-10） （日语）.
35. ↑  . .   [2017-08-21]. （原始内容存档于2021-05-09） （日语）.
36. ↑  . .   [2017-08-21]. （原始内容存档于2021-05-09） （日语）.
37. ↑  遊就館ホームページのトップページ「貴重な史資料が真実を語り継ぐ」より
38. ↑  高橋哲哉.  (PDF). 《二十一世紀評論》. 2005年7月. （原始内容存档 (PDF)于2021）.
39. ↑  大江志乃夫，《靖国神社》，岩波书店1984年
40. ↑  中華民國外交部. . 中華民國外交部.   [2004-01-01]. （原始内容存档于2022-07-17）.
41. ↑  .   [2009-12-23]. （原始内容存档于2008-08-17）.
42. ↑  日本经济新闻始まった分裂と妥協――韓国と日本と（2006/8/18） 的存檔，存档日期2009-05-01.
43. ↑  上台週年 安倍晉三參拜靖國神社 （页面存档备份，存于），中央社，2013年12月26日
44. ↑  日本首相安倍晋三要参拜靖国神社 （页面存档备份，存于），亚太日报，2013年12月26日
45. ↑  .   [2013-12-26]. （原始内容存档于2013-12-31）.
46. ↑  吕少威. . 中国新闻网. 2020-10-17  [2020-10-19]. （原始内容存档于2021-05-09）.
47. ↑  . 联合早报. 2020-10-19  [2020-10-19] （中文（简体））.
48. ↑  DW. . 2021-08-15  [2021-08-16]. （原始内容存档于2022-07-16）.
49. ↑  央视新闻. . 2021-08-15  [2021-08-16]. （原始内容存档于2022-07-17）.
50. 1 2  . RFI - 法國國際廣播電台. 2023-08-15  [2023-08-15]. （原始内容存档于2023-08-29） （中文）.
51. ↑  . 日本経済新聞. 2023-08-15  [2023-08-15]. （原始内容存档于2023-08-18） （日语）.
52. ↑  . 共同网. 2023-10-17  [2023-10-17]. （原始内容存档于2023-10-17） （中文）.
53. ↑  . 新华网. 2024-04-21  [2024-04-21]. （原始内容存档于2024-04-21） （中文）.
54. ↑  . 新华网. 2024-08-15  [2024-08-16]. （原始内容存档于2024-09-20） （中文）.
55. ↑  . 共同网. 2024-10-17  [2024-10-17]. （原始内容存档于2024-11-10） （中文）.
56. ↑  . 新京报. 2025-08-15  [2025-08-15] （中文）.
57. ↑  .   [2006-04-21]. （原始内容存档于2006-04-23）.
58. ↑  吴谷丰，日本39名国会议员参拜靖国神社 的存檔，存档日期2007-05-25.，新华网
59. ↑  . 山西新闻网.   [2008-08-17]. （原始内容存档于2012-07-12）.
60. ↑  日閣赴靖國神社 時刻敏感台陸反彈 （页面存档备份，存于），聯合新聞網
61. ↑  168名日本國會議員集體參拜靖國神社 （页面存档备份，存于），亚太日报，2013年4月23日
62. ↑  産経新聞―安倍首相靖国参拝[永久]
63. ↑  顧荃. . 中央通訊社. 2021-08-13  [2021-08-15]. （原始内容存档于2022-07-15）.
64. ↑  . Yahoo Sports. 2023-08-15  [2023-08-15]. （原始内容存档于2023-08-16） （中文）.
65. ↑  . api3.cls.cn. 2025-08-15  [2025-08-15] （中文）.
66. ↑  雅虎香港-李登辉今到靖国拜兄长[]
67. ↑  . 2024-09-04  [2024-09-05]. （原始内容存档于2024-09-10）.
68. ↑  . 東方網 馬來西亞東方日報. 2024-09-04 （中文（简体））.
69. ↑  . 澎湃新闻. 2024-09-04  [2024-09-04]. （原始内容存档于2024-09-05）.
70. ↑  . www.sohu.com.   [2024-12-02]. （原始内容存档于2024-12-03）.
71. ↑  .   [2016-07-08]. （原始内容存档于2021-04-07） –新浪微博.
72. ↑  . 央视网.   [2014-04-25]. （原始内容存档于2021-05-09）.
73. ↑  凤凰风视频. . 凤凰网. 2021-02-13  [2021-02-13]. （原始内容存档于2021-05-09） （中文（中国大陆））.
74. 1 2  邢晓婧. . 环球时报-环球网. 2021-02-14  [2021-02-15]. （原始内容存档于2021-05-09） （中文（中国大陆））.
75. ↑  kayanoai_10th. . 2021-02-13  [2021-02-13]. （原始内容存档于2021-05-09） （日语）. 本日公開の「むすんでひらいて」第154回ですが、事情により遅れての公開となります。
楽しみにお待ちいただいている皆様には大変申し訳ございませんが、準備が出来次第お知らせいたします。（スタッフ）
76. ↑  kayanoai_10th. . 2021-02-17  [2021-02-17]. （原始内容存档于2021-05-09） （日语）.
77. ↑  . 新华网.   [2011-12-26]. （原始内容存档于2013-04-26）.
78. ↑  . 中央社. 2015-11-13  [2015-11-23]. （原始内容存档于2018-08-25）.
79. ↑  .   [2019-12-24]. （原始内容存档于2021-05-09）.
80. ↑  钱景童. . news.cctv.com.   [2024-06-01]. （原始内容存档于2024-08-18）.
81. ↑  . 中央社 CNA. 2024-07-09  [2024-07-29]. （原始内容存档于2024-07-31） （中文（臺灣））.
82. ↑  .   [2024-06-01]. （原始内容存档于2024-12-24）.
83. ↑  日本放送協会. . NHK NEWS WEB.   [2024-08-19]. （原始内容存档于2024-08-21）.
84. ↑  . 美国之音. 2024-08-19  [2024-08-28]. （原始内容存档于2024-09-22） （中文）.
85. 叶兵. . 美国之音. 2021-09-16  [2024-09-21]. （原始内容存档于2024-09-21）. 案发前，顾杨阳（左）、牛腾宇（中）、肖彦锐在日本合影（肖彦锐提供图片）
86. . 维权网. 2021-02-18  [2024-09-21]. （原始内容存档于2024-11-26）.